# Arkitektur i Malmö
Arkitekturen i Malmö består av olika arkitekturstilar och spänner från medeltiden fram till dagens postmodernism. Stadens har en särprägel ur ett svenskt perspektiv genom influenserna från Danmark och Tyskland i sin arkitektur. I alla tider har stadens arkitektur präglats av tegelfasader. I Malmö återfinns bland annat många funktionalistiska hus från stadens expansion under mellankrigstiden. Under senare år har Malmö uppmärksammats för stadens omdaning med nya, betydligt högre byggnader som bland annat Turning Torso, Point Hyllie och Malmö Live.

## Bebyggelseutvecklingen

### Fram till 1700-talet
Malmöhus slott med medeltida anor uppfördes mellan 1526 och 1539 och är därmed Nordens äldsta bevarade renässansslott. På slottsholmen finns idag Malmö konstmuseum och Malmö museum. Nära slottet finns även Kommendanthuset (1786) och Slottsmöllan. Flensburgska huset från 1595 har en för den tiden karakteristisk byggnadsstil med omväxlande röda tegelytor, omväxlande vita kritstensband. Dringenbergska gården är en av Malmös äldsta gårdar och omtalas första gången på 1430-talet. Källarvalven återställdes i sitt ursprungliga skick 1963 av Sture Kelfve.
Residenset i Malmö består av två sammanbyggda hus, båda från slutet av 1500-talet. Det västra är Kungshuset och det östra Gyllenpalmska huset. Under 1600-talet ägdes Kungshuset av rådmannen Fadder Loch. De båda husen sammanslogs redan 1728–1730 till en byggnad i funktion av residens för länets högste tjänsteman, landshövdingen. Dagens fasad är ett resultat av en ombyggnad från 1851 med Fredrik Wilhelm Scholander som arkitekt. Niels Kuntzes hus ingår kulturkvarteret S:t Gertrud och uppfördes ca 1530. Thottska huset är Malmös äldsta bevarade korsvirkeshus. Huset genomgick på 1970-talet en våldsam restaurering, vilket innebar att merparten av husets stomme utbyttes mot modernt byggnadsmaterial. Bredvid ligger Diedenska huset från 1620-talet.
Malmö rådhus, som togs i bruk 1546, är Nordens största uppförda rådhus under perioden medeltid - 1600-tal, är en tvåvåningsbyggnad med källare. Källaren har fortfarande kvar sin 1500-talsstil medan ovanvåningen under 1800-talet försågs med ett väldigt tunnvalv och praktfulla stuckaturer. Faxeska huset uppfördes på 1760-talet av handelsmannen Hans Schiuberg. Huset restaurerades år 1910 av arkitekten August Stoltz och är därmed det första i en lång rad restaurerade äldre hus i Malmö. Djäknegatshusen är sju byggnader längs Djäknegatan som byggnadsminnesförklarades 1997. Husen ligger på smala tomter vars indelning härstammar från 1400-talet eller tidigare.

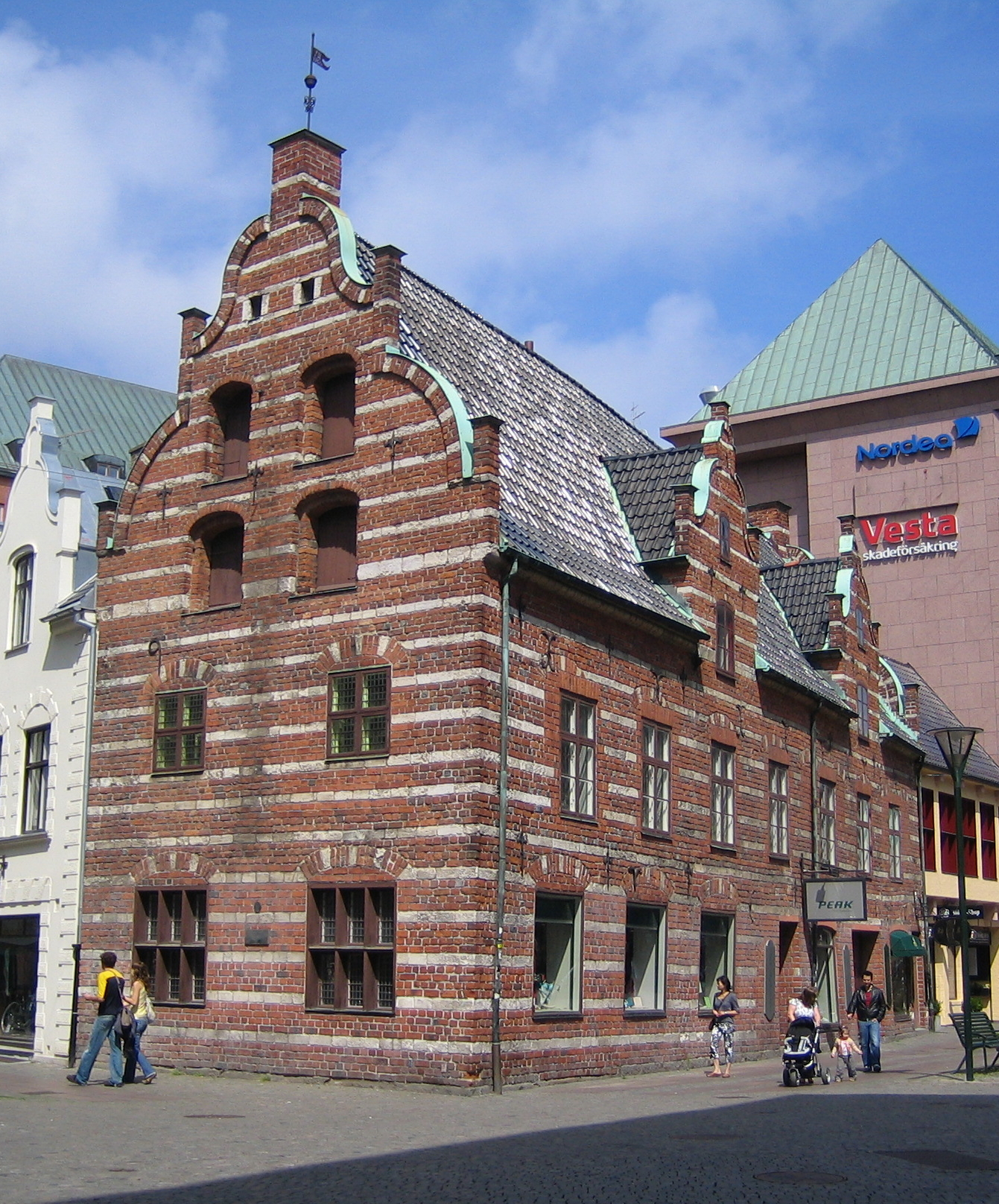
Flensburgska huset
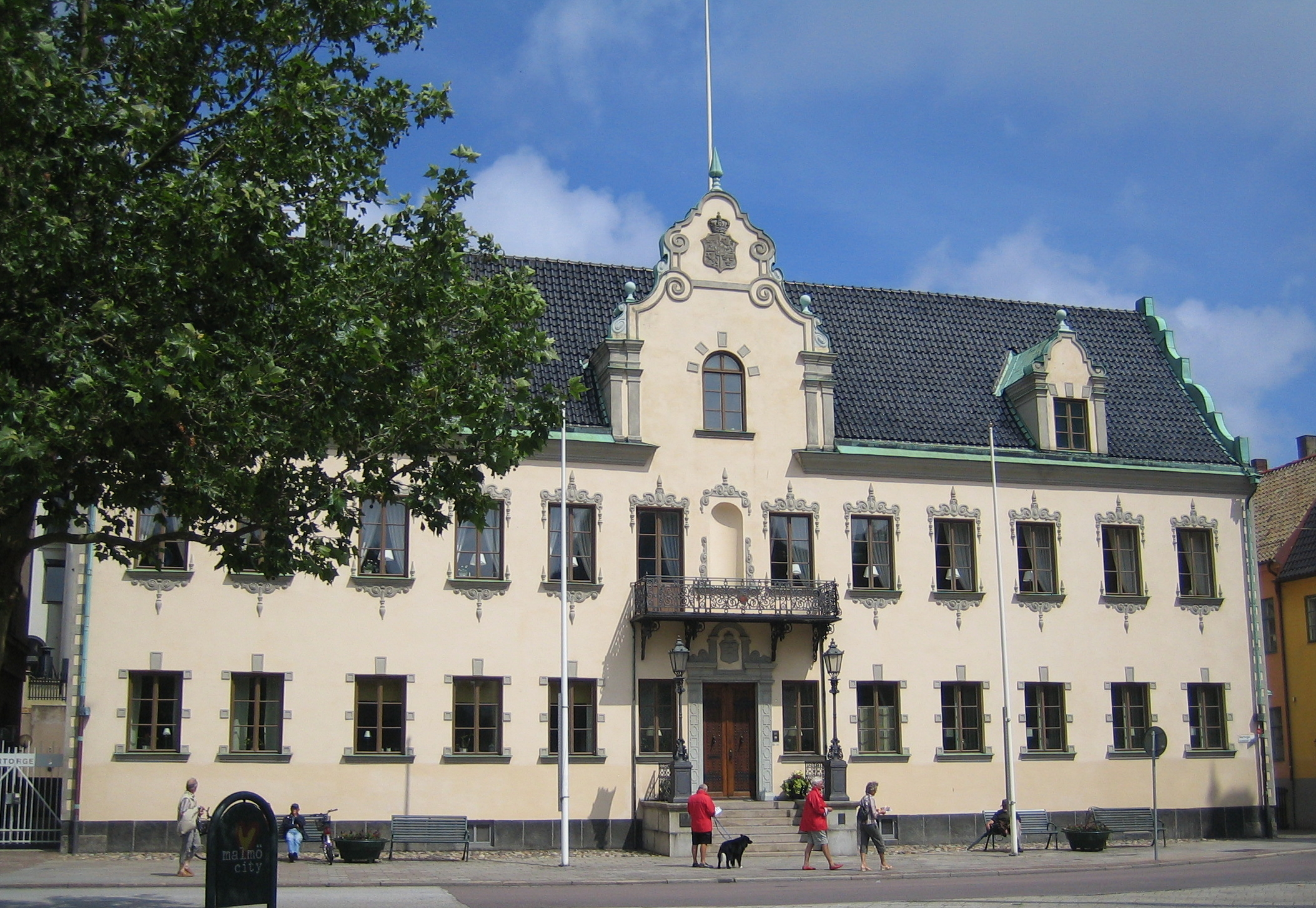
Residenset i Malmö
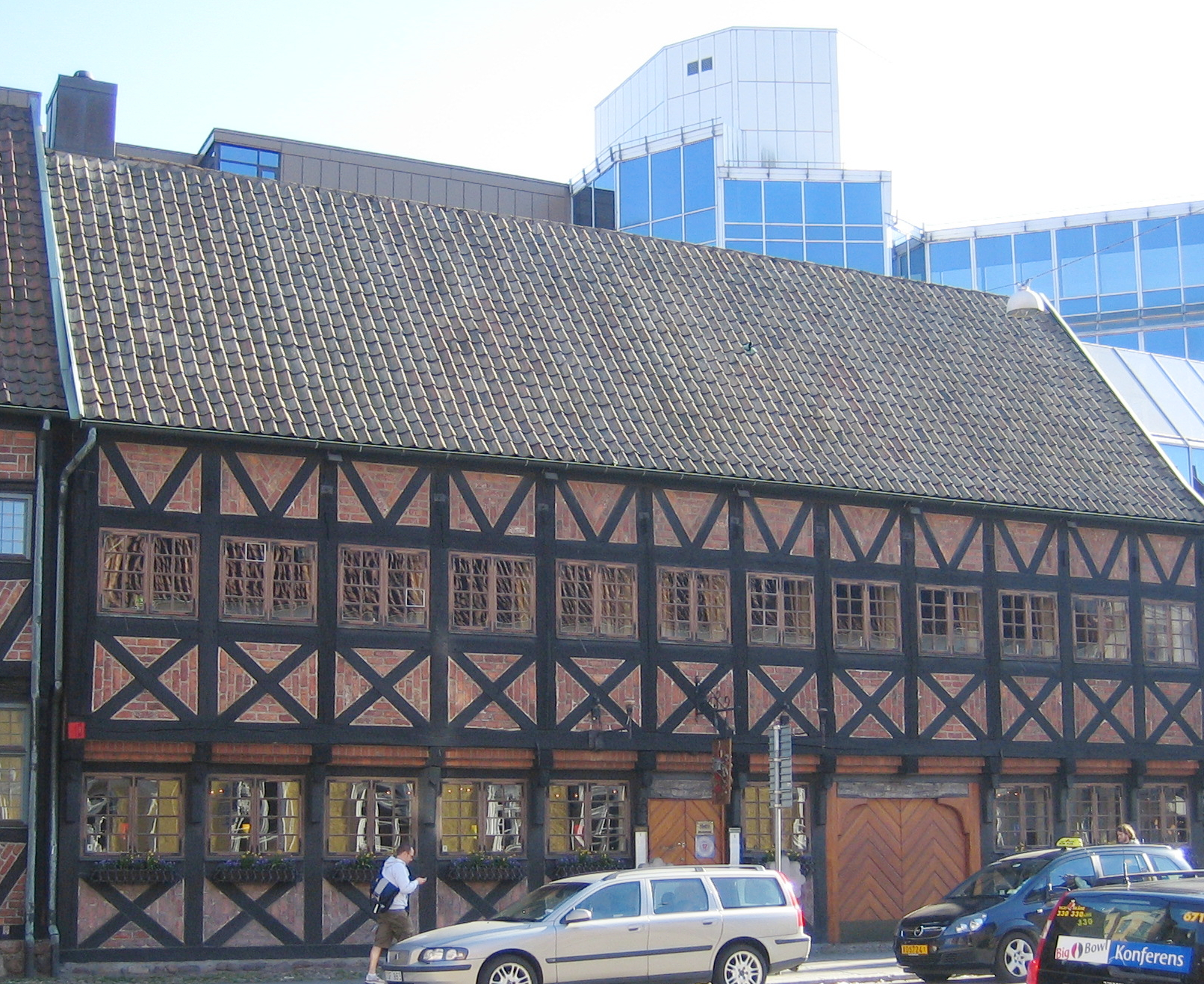
Thottska huset
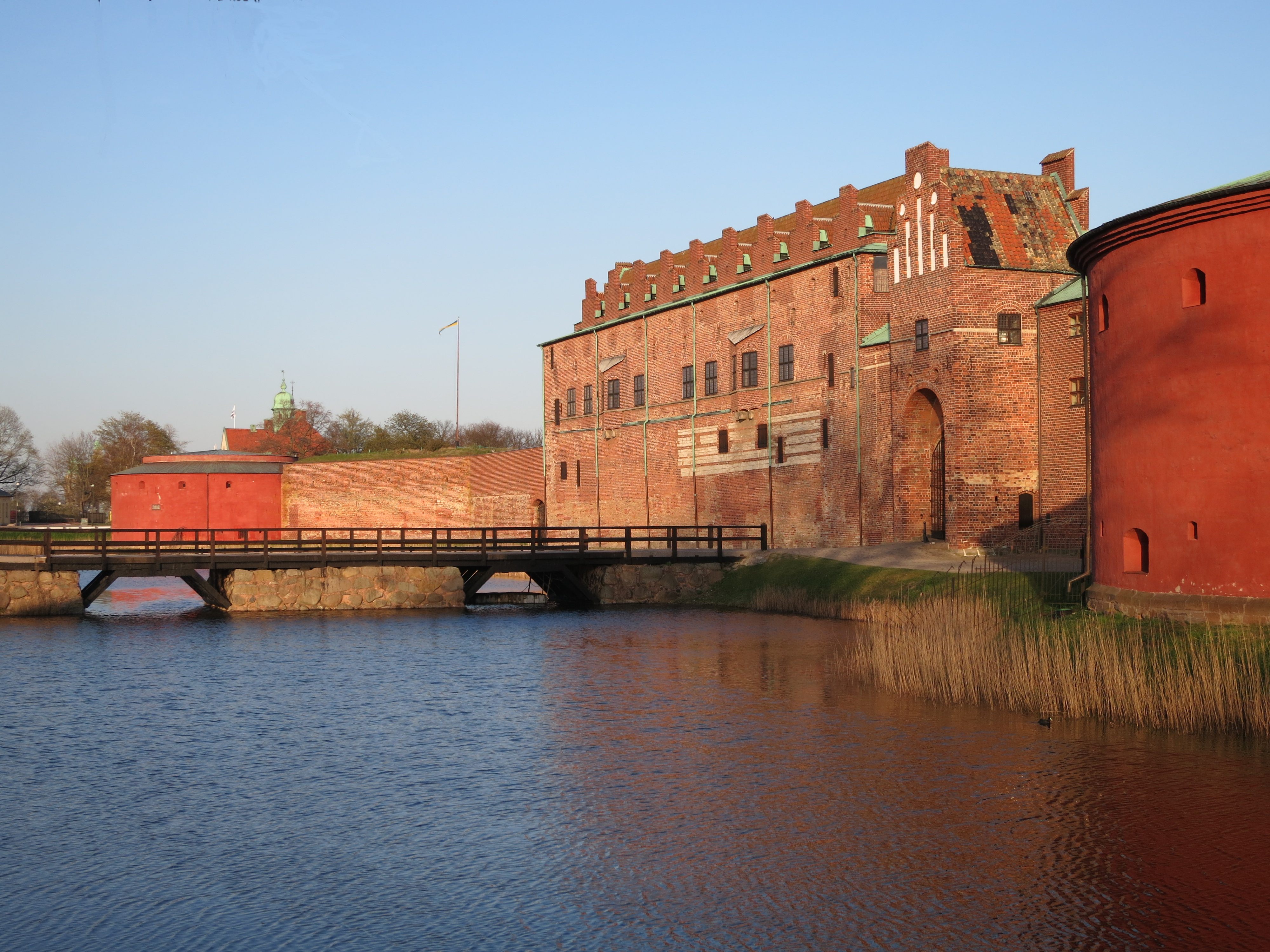
Malmöhus slott
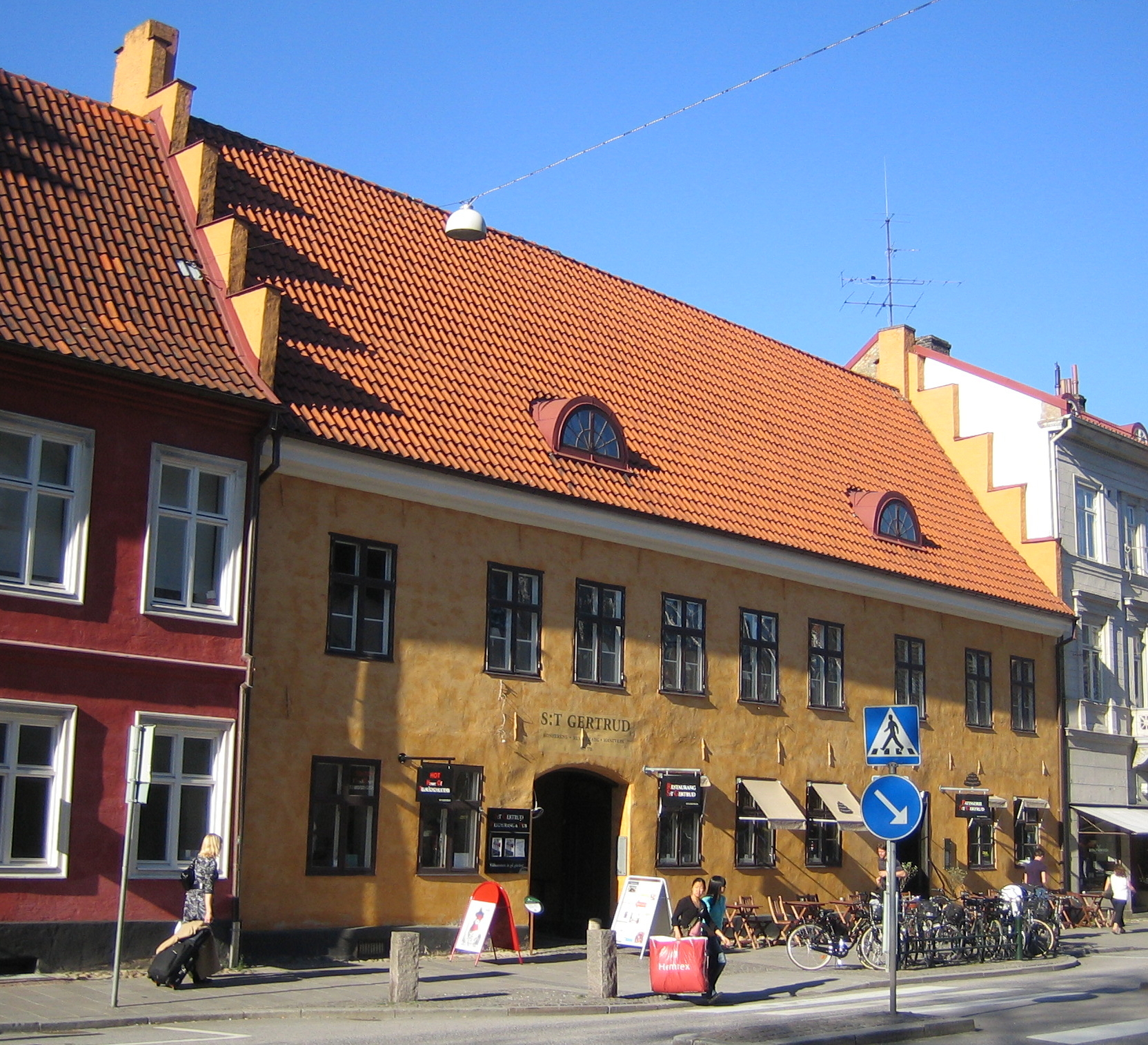
Niels Kuntzes hus
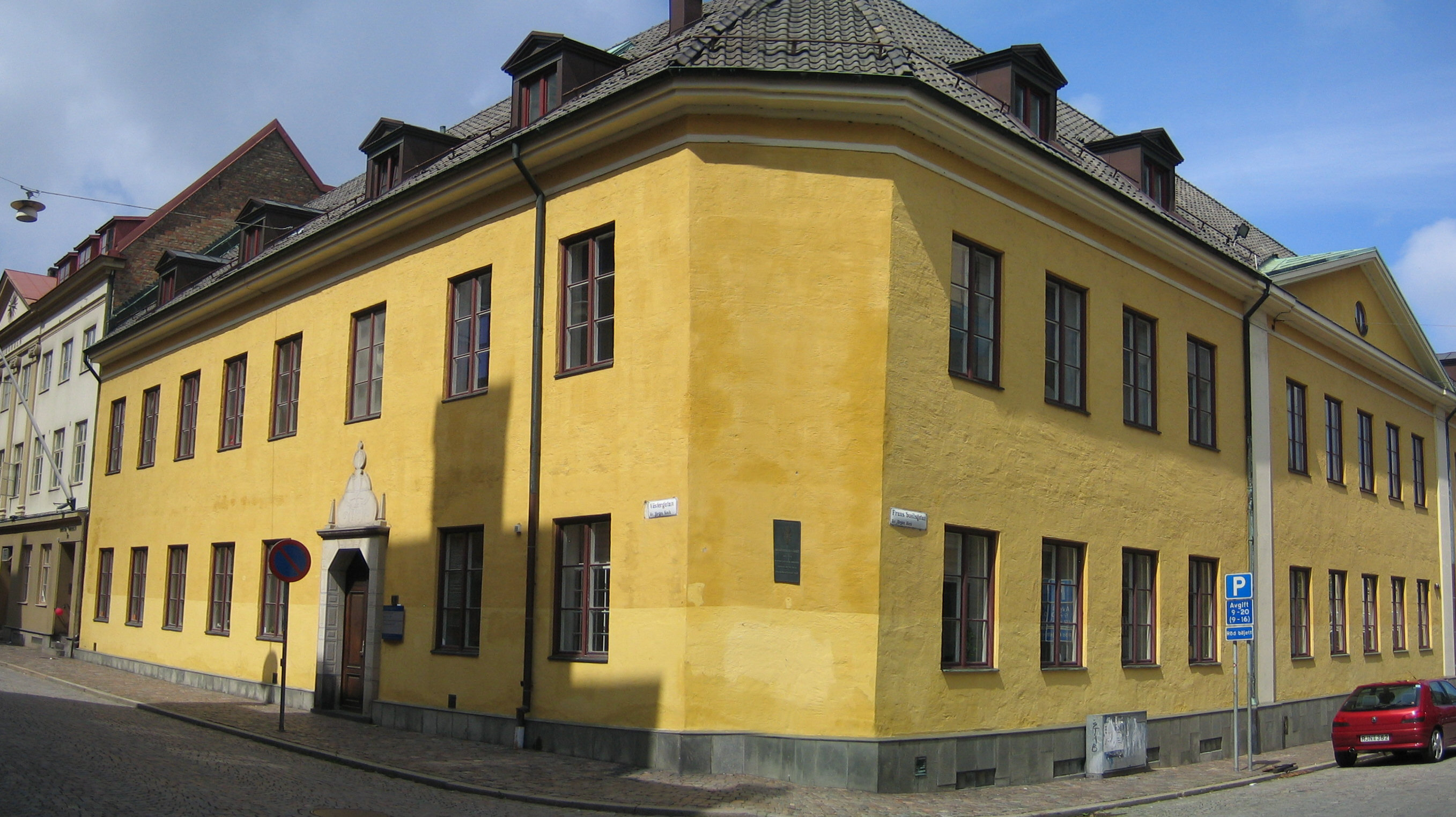
Dringenbergska gården
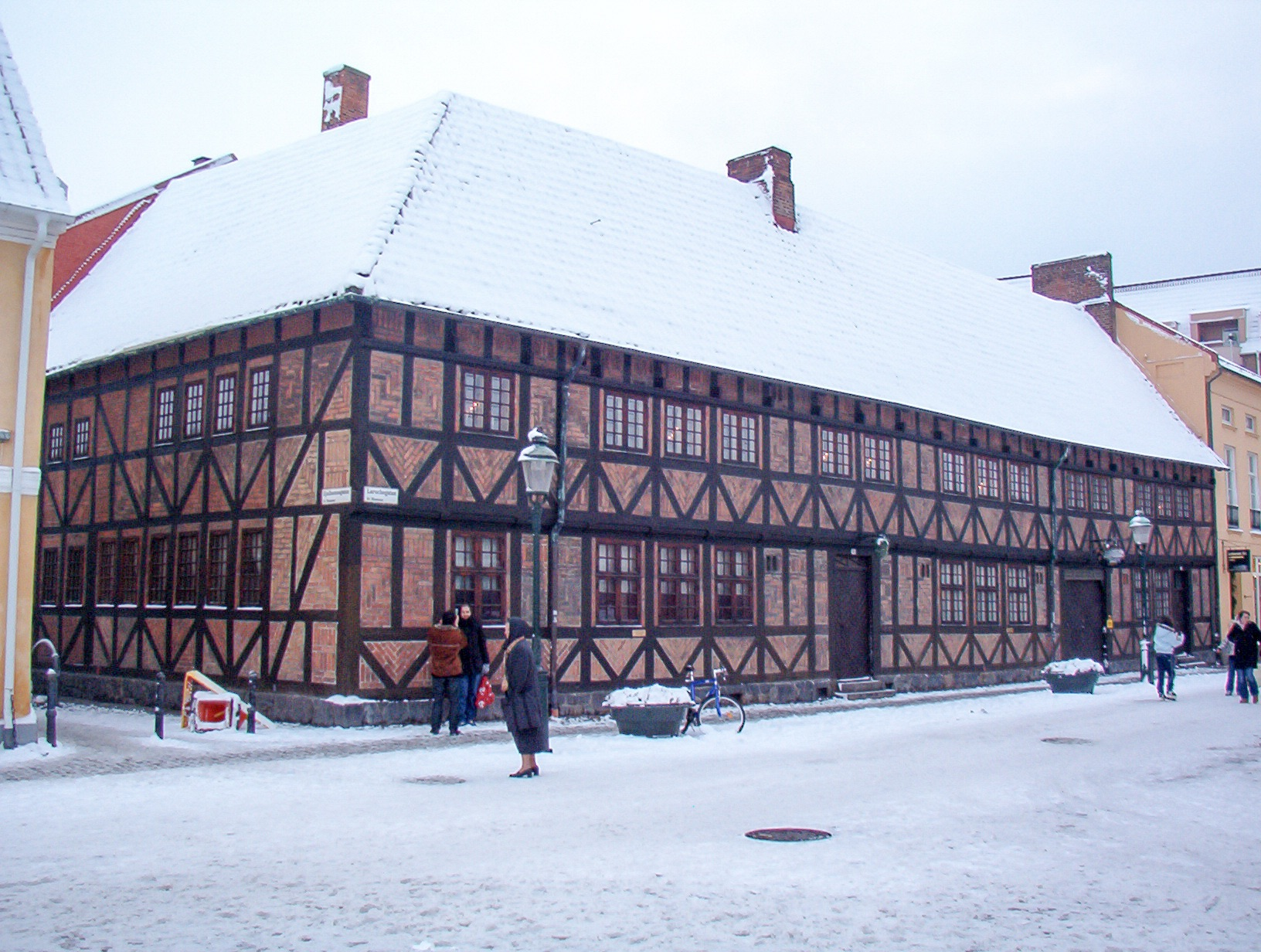
Faxeska huset
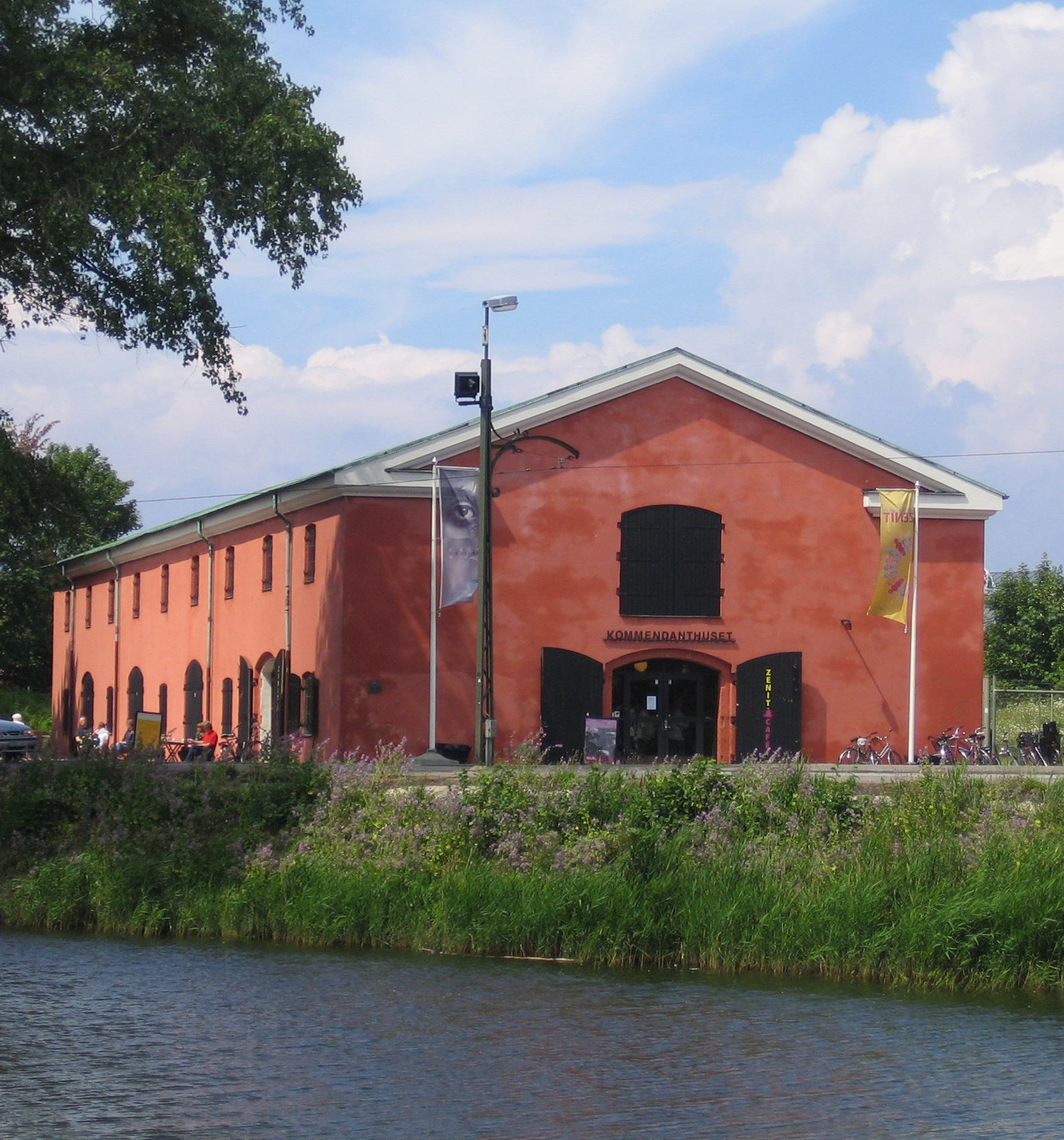
Kommendanthuset

### 1800-talet
Dagens rådhusfasad i holländsk renässansstil tillkom på 1860-talet och ersatte då en nyklassicistisk fasad från början av 1800-talet. Arkitekten Helgo Zettervall utformade en mycket fri tolkning av hur den ursprungliga fasaden kunde (eller kanske enligt Zettervall borde) ha sett ut. På fasaden finns skulpturutsmyckningar som bland annat avbildar några av Malmös historiskt viktiga män som Jörgen Kock, Mattias Flensburg med flera. Apoteket Lejonet av arkitekterna Harald Boklund och August Lindvall (Lindvall & Boklund) är en av stadens mest markanta byggnader från 1800-talets historicistiska period, uppförd 1896 i nyrenässans utifrån den tyska renässansstilen under det sena 1800-talets Gründerzeit-period. Hotell Kramer uppfördes 1877 av Anna och Fritz Kramer efter ritningar av Carl Ferdinand Rasmussen. Byggnaden är uppförd i fransk nyrenässans och markerar ett nytt mer internationellt formspråk i arkitekturen i en tid när resandet ökade.
Rörsjöstaden började anläggas på 1870-talet efter en plan av den dåvarande stadsingenjören Georg Gustafsson. Arkitekturen i området spänner mellan flera olika stilar med tonvikt på nationalromantik, jugend och nyklassicism. Blandningen till trots erbjuder Rörsjöstadens bebyggelse en för Malmö sällsynt kontinuitet med stenhus om fyra våningar i slutna kvarter. 1882 invigdes Sankt Pauli kyrka av Emil Viktor Langlet i Rörsjöstaden. Från 1857 utvecklades Kockumsområdet med industribyggnader. Kirseberg ("Backarna") blev ett arbetarområde och här restes enkla arbetarbostäder, bland annat Olsbergs längor.
Gamla Riksbankshuset i en stramt klassicerande nyrenässansstil invigdes 1888. Arkitekt John Smedberg, en av Malmös mest produktiva arkitekter, gjorde ritningarna. Malmö centralstations stora nya banhall med fyra nya spår blev klar 1891. Utmed Skeppsbron byggdes också en byggnad av rött tegel som skulle innehålla lokaler för administrationen, vilket det gör än idag. År 1924 byggdes den nuvarande banhallen. Arkitekten till denna byggnad var Folke Zettervall.
Salomon Sörensen tillhör de mest produktiva arkitekterna i Malmös historia. 1894 byggdes de första delarna av Universitetssjukhuset Mas efter ritningar av Sörensen, som 1893 utsetts till stadsarkitekt. Sjukhuset har sedan i olika etapper byggts ut och innefattar flera olika arkitekturstilar med arkitekter som Carl-Axel Stoltz, Sture Kelfve och Fritz Jaenecke representerade. Sörensen skapade som stadsarkitekt även flera skolor, däribland Mellersta Förstadsskolan (Konsthögskolan) och Östra Förstadsskolan (numera kallad Rörsjöskolan). 1898 uppfördes Ribersborgs kallbadhus. Axel Stenberg ritade främst flerbostadshus, bland annat i Rörsjöstaden och Möllevången när områdena bebyggdes. Stenberg ritade också ett flertal industribyggnader i Malmö, bland annat för Kockums 1909–1913. Stenberg ritade även Victoriabiografen (1912).
Jugendhuset på Stora Nygatan från 1895 av Harald Boklund och August Lindvall räknas som den första byggnaden i Malmö som inspirerats av jugendstilen. Hippodromen av Theodor Wåhlin invigdes 1899 som en av världens då modernaste cirkus- och teaterbyggnader med många mekaniska finesser, som möjliggjorde flexibla omställningar av anläggningen för olika slags uppträdanden, teater, cirkus, hästmanege och en ovanlig, snabbt omställningsbar vattenmanege.

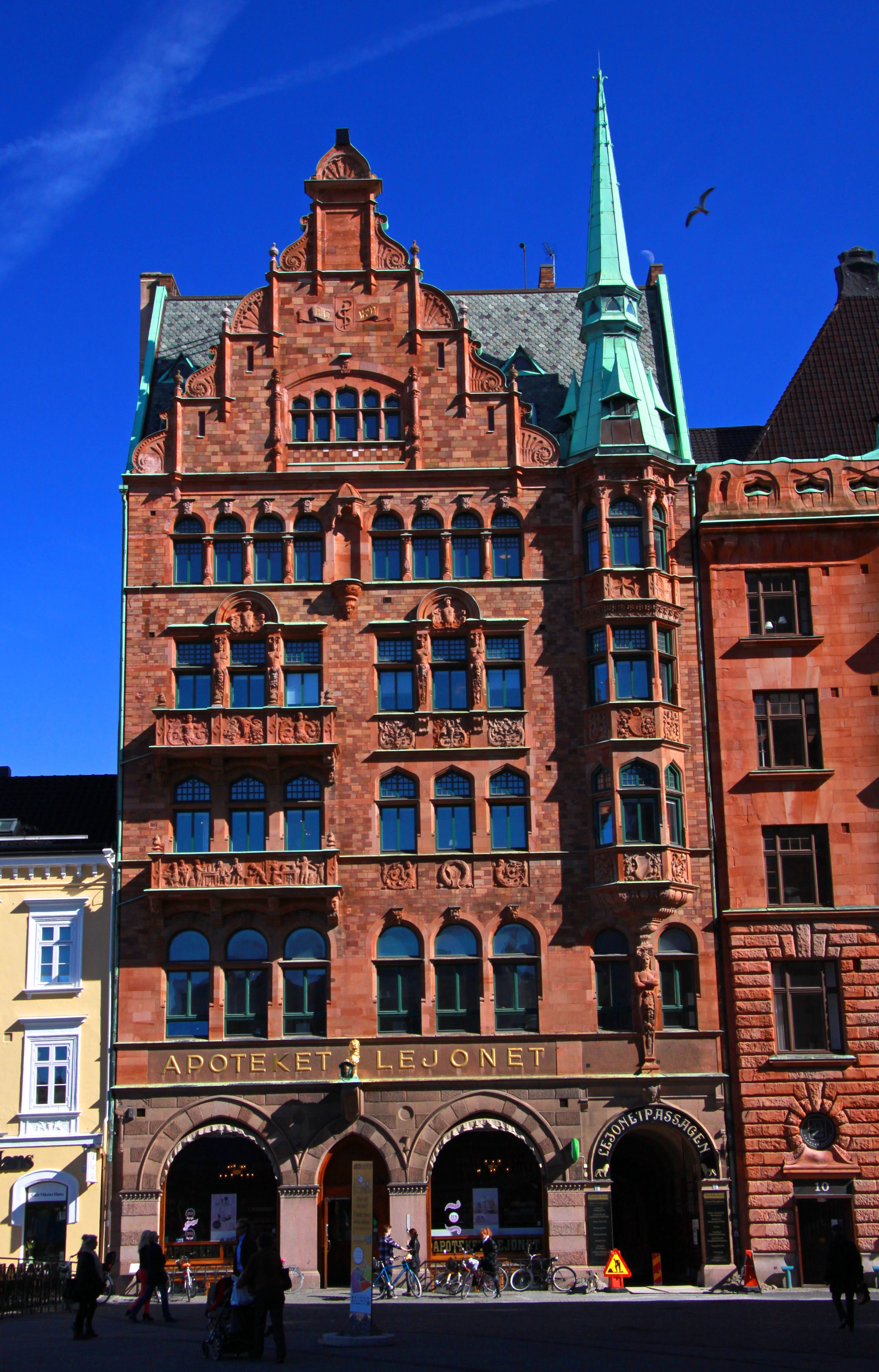
Apoteket Lejonet
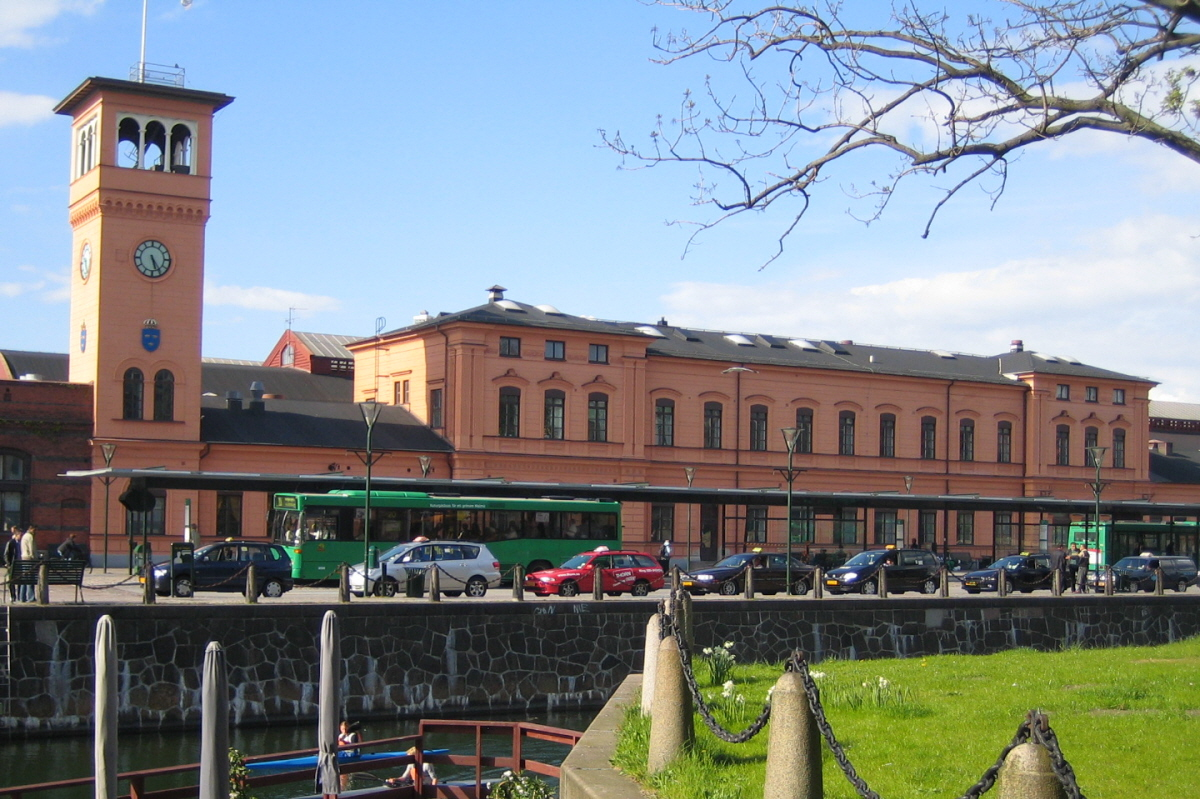
Malmö centralstation
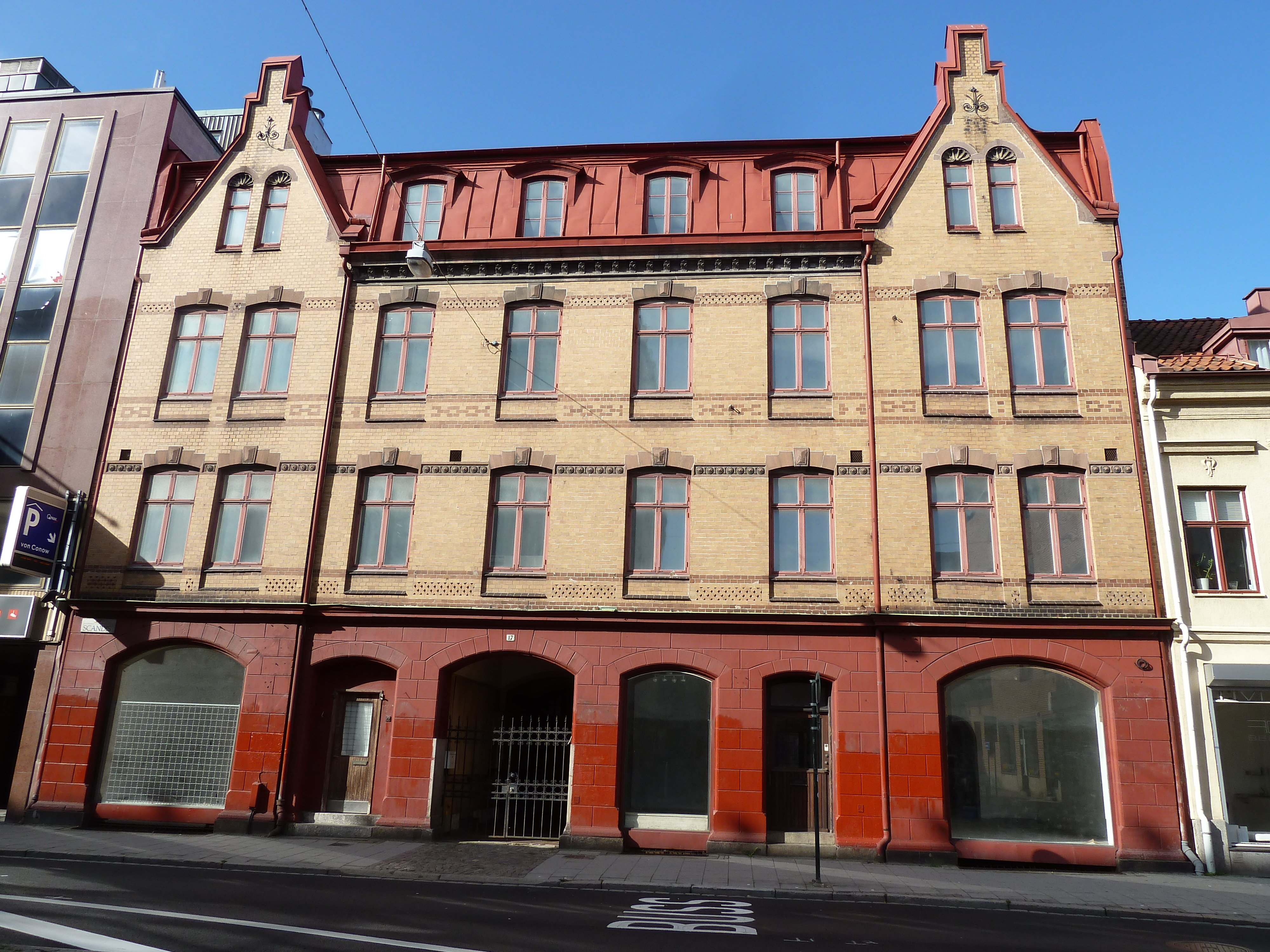
Djäknegatan
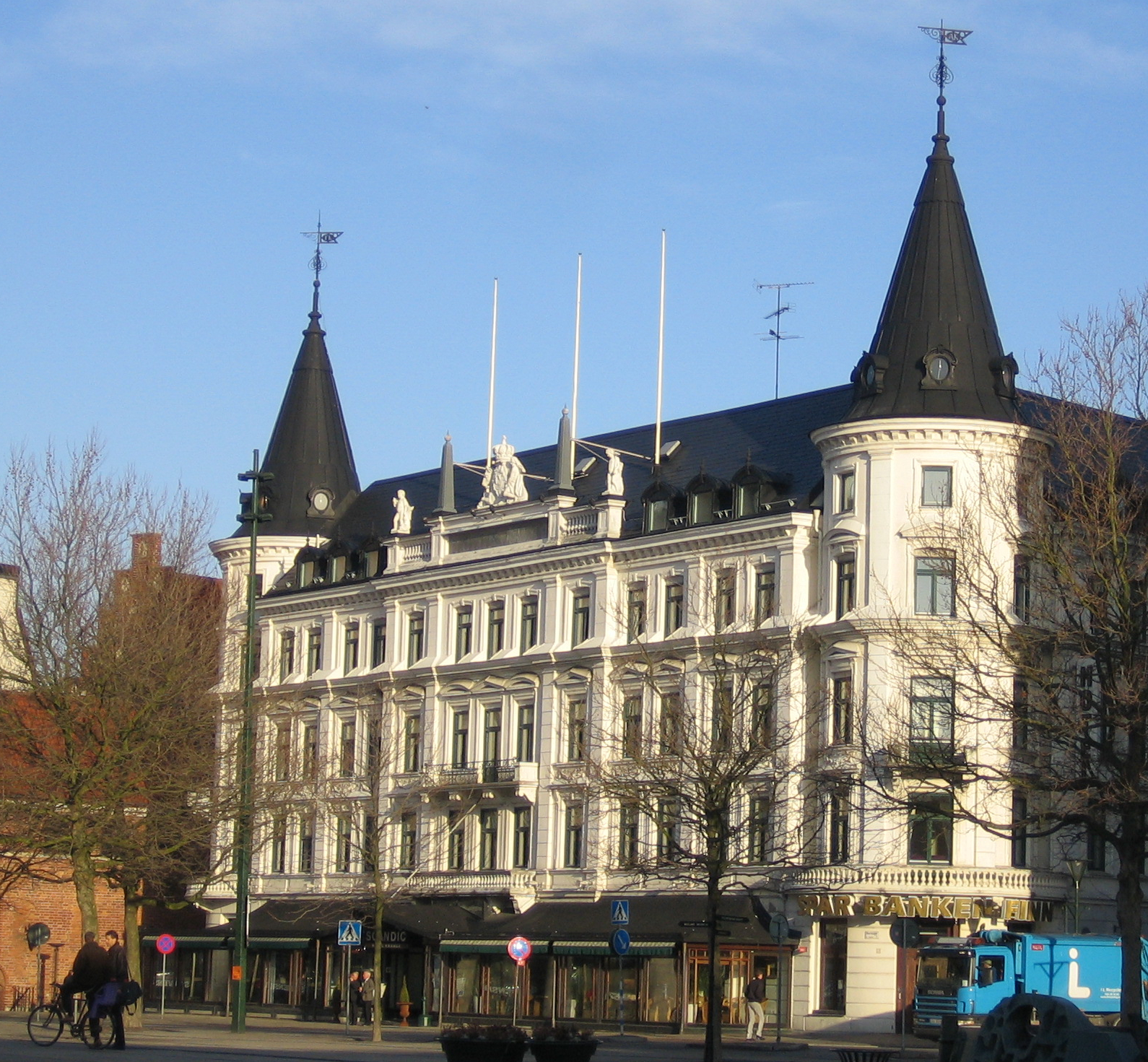
Hotell Kramer
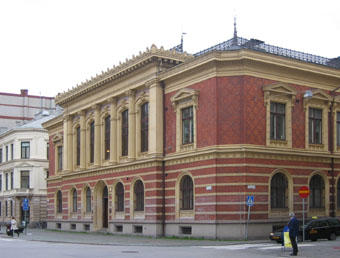
Riksbankshuset, Malmö
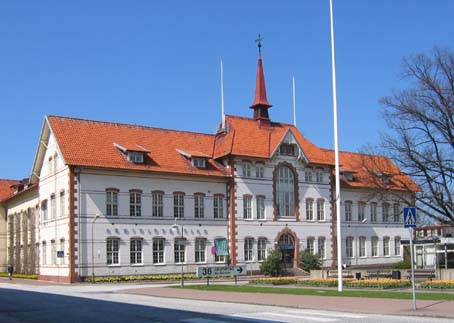
Universitetssjukhuset Mas
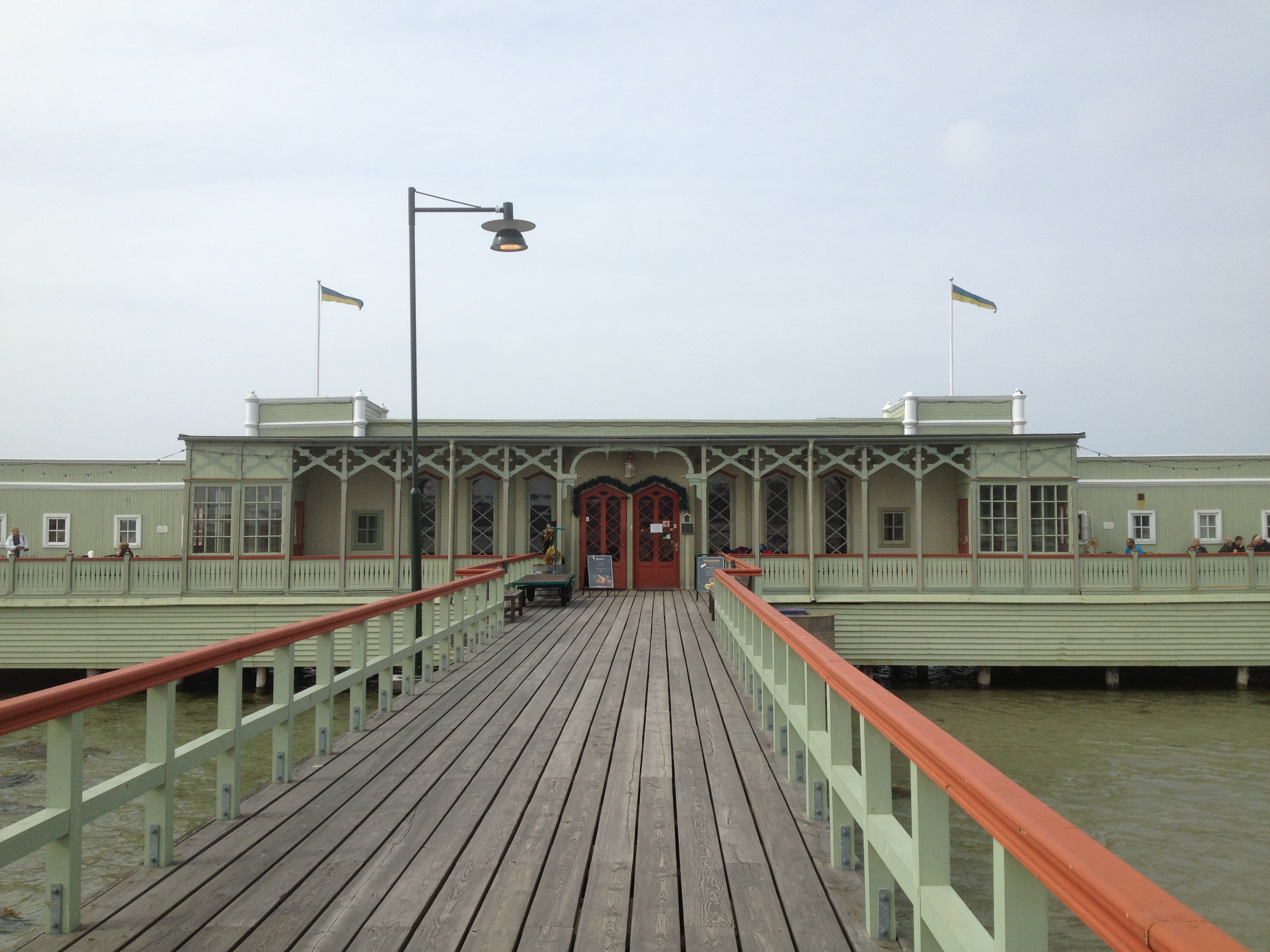
Ribersborgs kallbadhus

### 1900–1920
Moriska Paviljongen från 1901–1902 byggdes på uppdrag av arbetarrörelsen och ritades av Aron Krenzisky. Med sina sju torn och en tivoliarkitektur influerad av sekelskiftets orientalism, är den unik i sitt slag i Sverige. Malmö synagoga invigdes 1903 och är ritad av malmöarkitekten John Smedberg men Krenzisky hade några år tidigare gjort första planer på en synagoga i Malmö. Synagogan är byggd i morisk stil, en av de få återstående synagogor i Europa som är byggd i denna stil. Centralposthuset av Ferdinand Boberg är ett byggnadsminnesmärkt hus som uppfördes 1900–1906 i nationalromantisk stil, nära Centralstationen och ångbåtarnas kajplatser.
Malmö fick influenser från Tyskland och arkitekter i staden kring sekelskiftet 1900 hade studerat i Berlin och tagit intryck av utvecklingen där, däribland Oscar Hägg, Oscar Boklund, August Lindvall och Alfred Arwidius. Malmöarkitekten Gösta Olson studerade i sin tur vid konstakademin i Düsseldorf. Häggs byggnader fick oftast en tung kraftfull arkitektur besläktad med jugendarkitektur i Berlin. Han lät smycka fasaderna med en fantasifull jugendornamentik med motiv från djurvärlden. Valhallapalatset i jugendstil av Alfred Arwidius uppfördes av byggmästare Christian Lauritz Müller 1901–1903. Det byggdes så att man skulle kunna ha bostad, kontor och fabrik på samma ställe. Arwidius var även arkitekten bakom Sjöbergska palatset med sina ornomenterade fasader i fransk renässansstil. 1904 stod Slagthuset klart. Huvudbyggnaden ritades av stadsarkitekten Salomon Sörensen och var kommunalt slakthus 1904–1969. Sankt Petri skola invigdes 1908 som realskola, arkitekt var John Smedberg. August Ewe och Carl Melin kom tillsammans att skapa många byggnader i Malmö från 1905 och fram till 1924. Deras tidiga byggnader uppfördes i en återhållsam jugendstil. Under 1910-talet märks mer och mer influenser av nationalromantik. I Malmö skapade Ewe & Melin bland annat Bank Oxie Härads sparbank (1916) och Stadshuset på Amiralsgatan (1922).
Baltiska utställningen 1914 var den sista manifestationen för jugendstilen i Sverige. Hamngatan, vägen mellan Stortorget och Malmö centralstation, breddades kraftigt inför utställningen och blev en paradgata i staden med Frans Ekelunds nyuppförda Hotell Savoy (1912–1914). Södervärnstornet från 1916 i Möllevången av Salomon Sörensen ansågs som ett av Malmös arkitektoniska mästerverk. År 1917 avgjordes en arkitekttävling om en ny kyrkogård i Malmö – Östra kyrkogården. Det vinnande tävlingsförslaget av arkitekten Sigurd Lewerentz. Han kom under perioden 1917–1969 att svara för alla större nybyggnader och förändringar på kyrkogården.

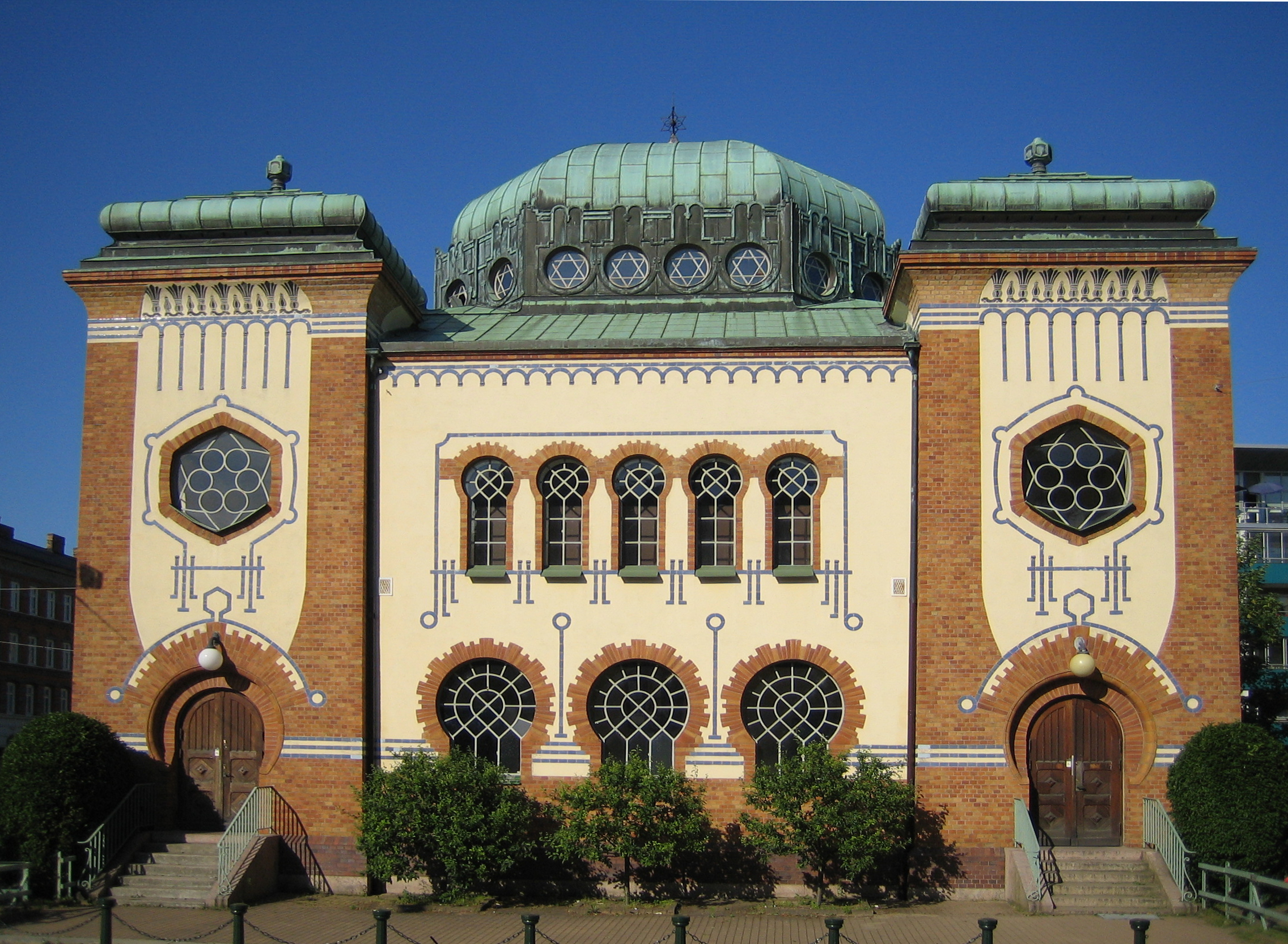
Malmö synagoga
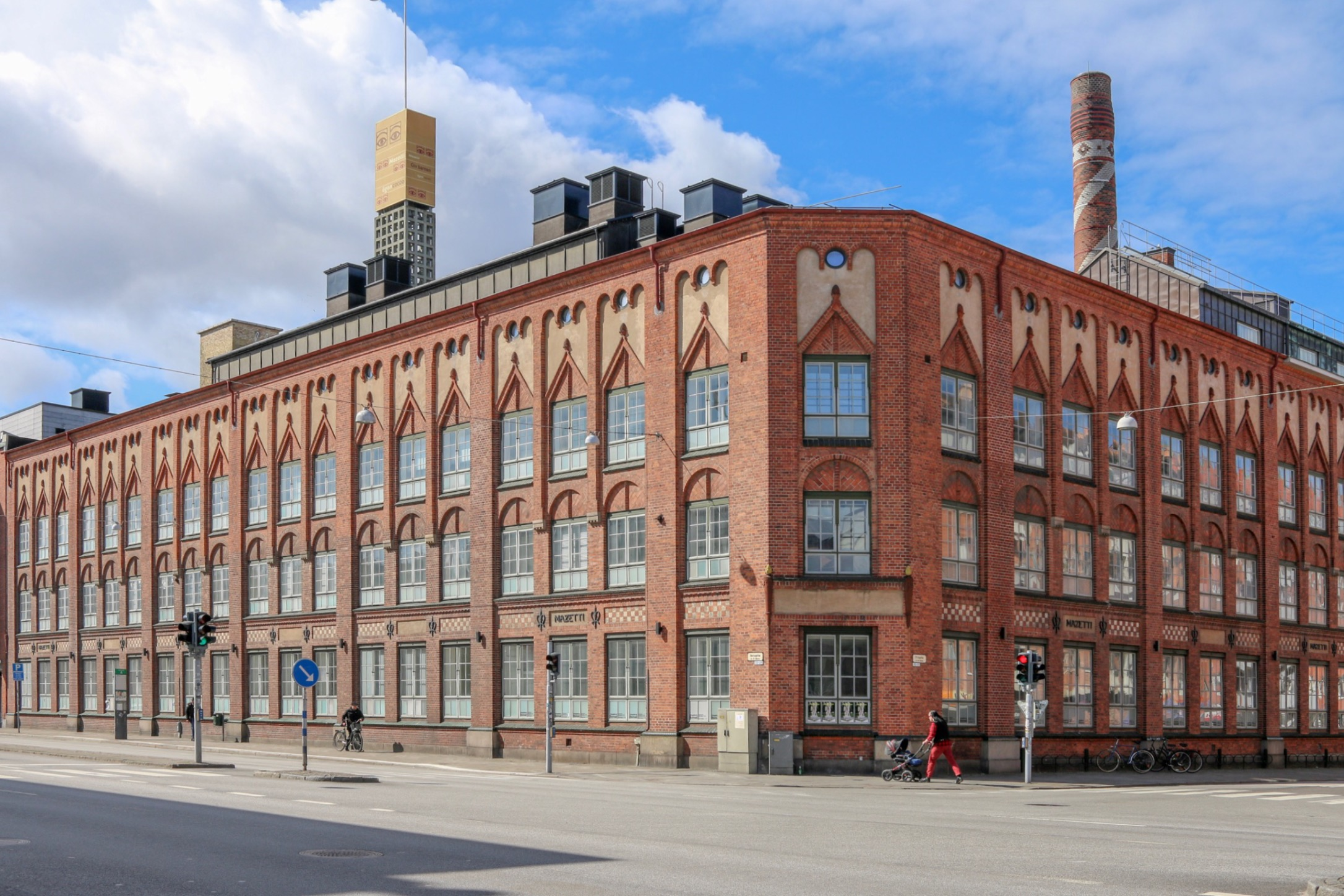
Mazettihuset
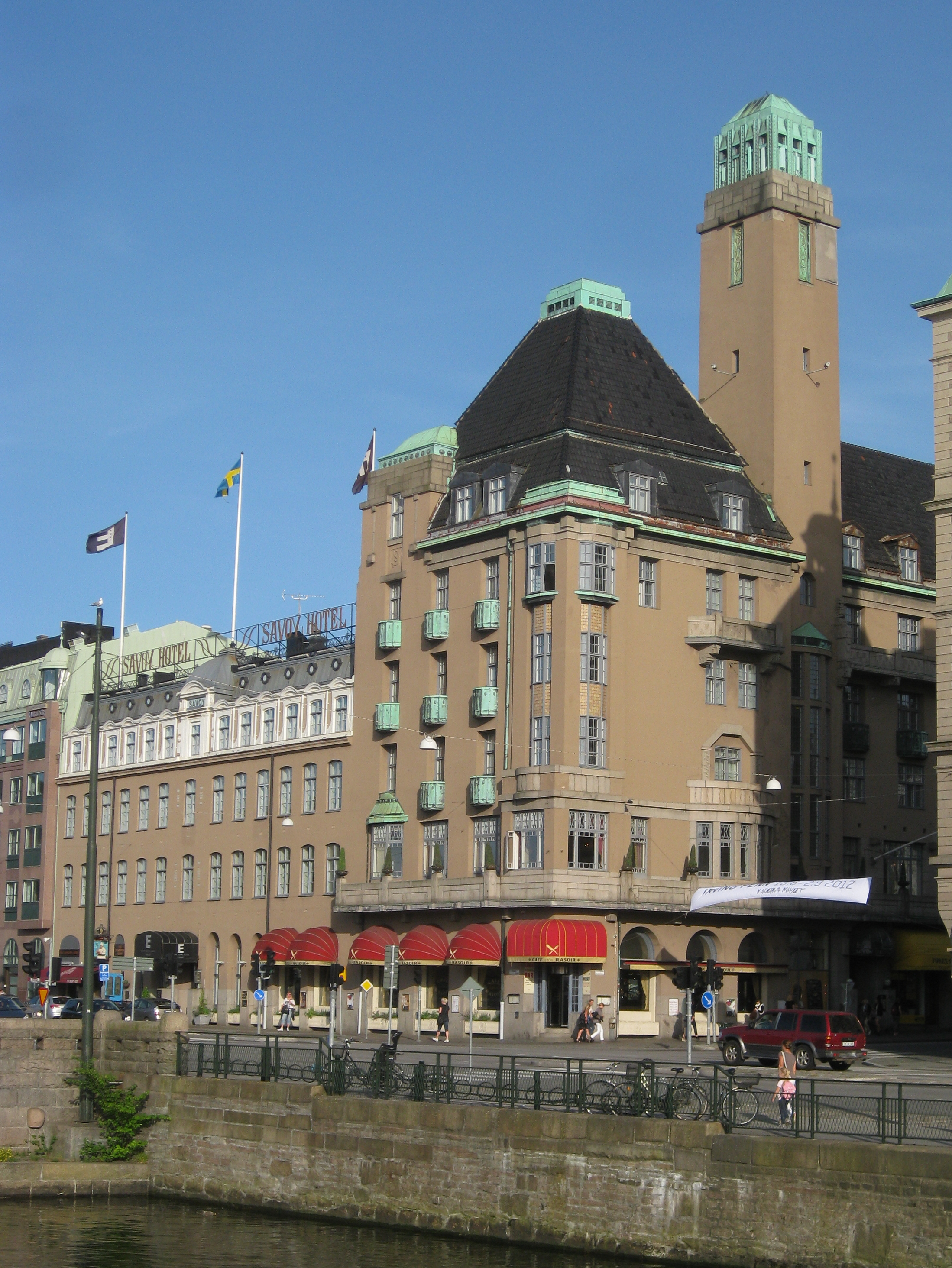
Hotell Savoy
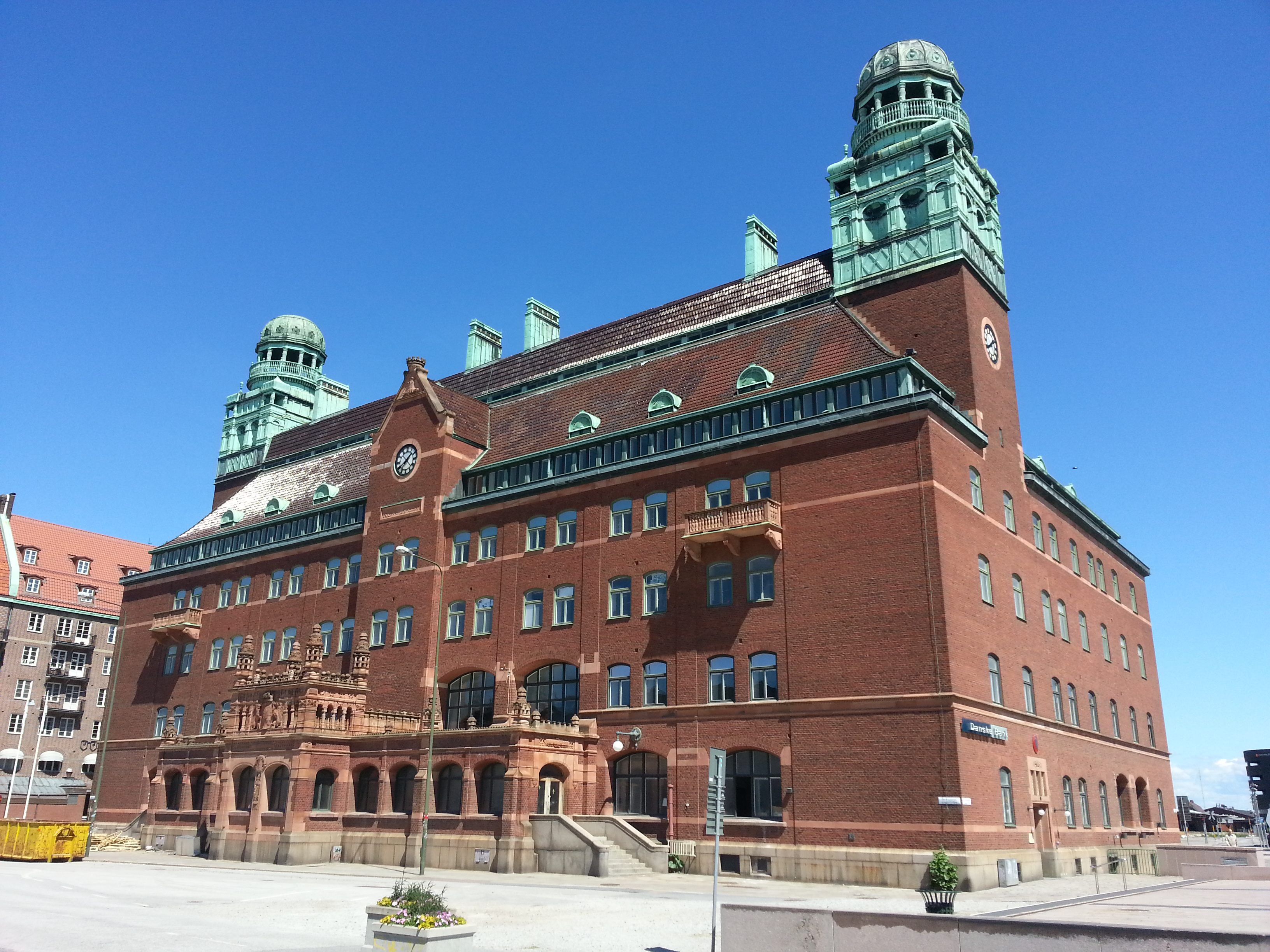
Centralposthuset
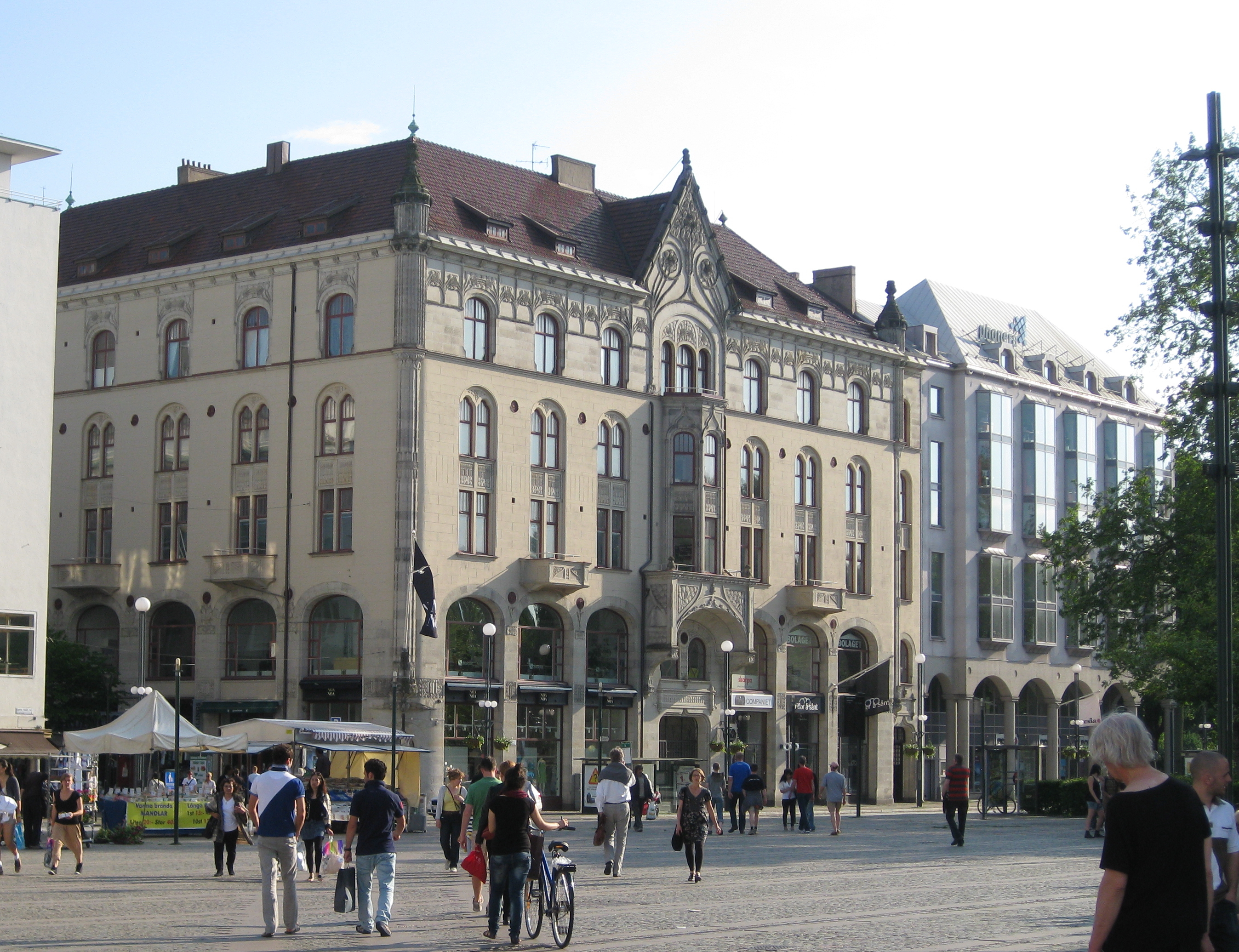
Valhallapalatset
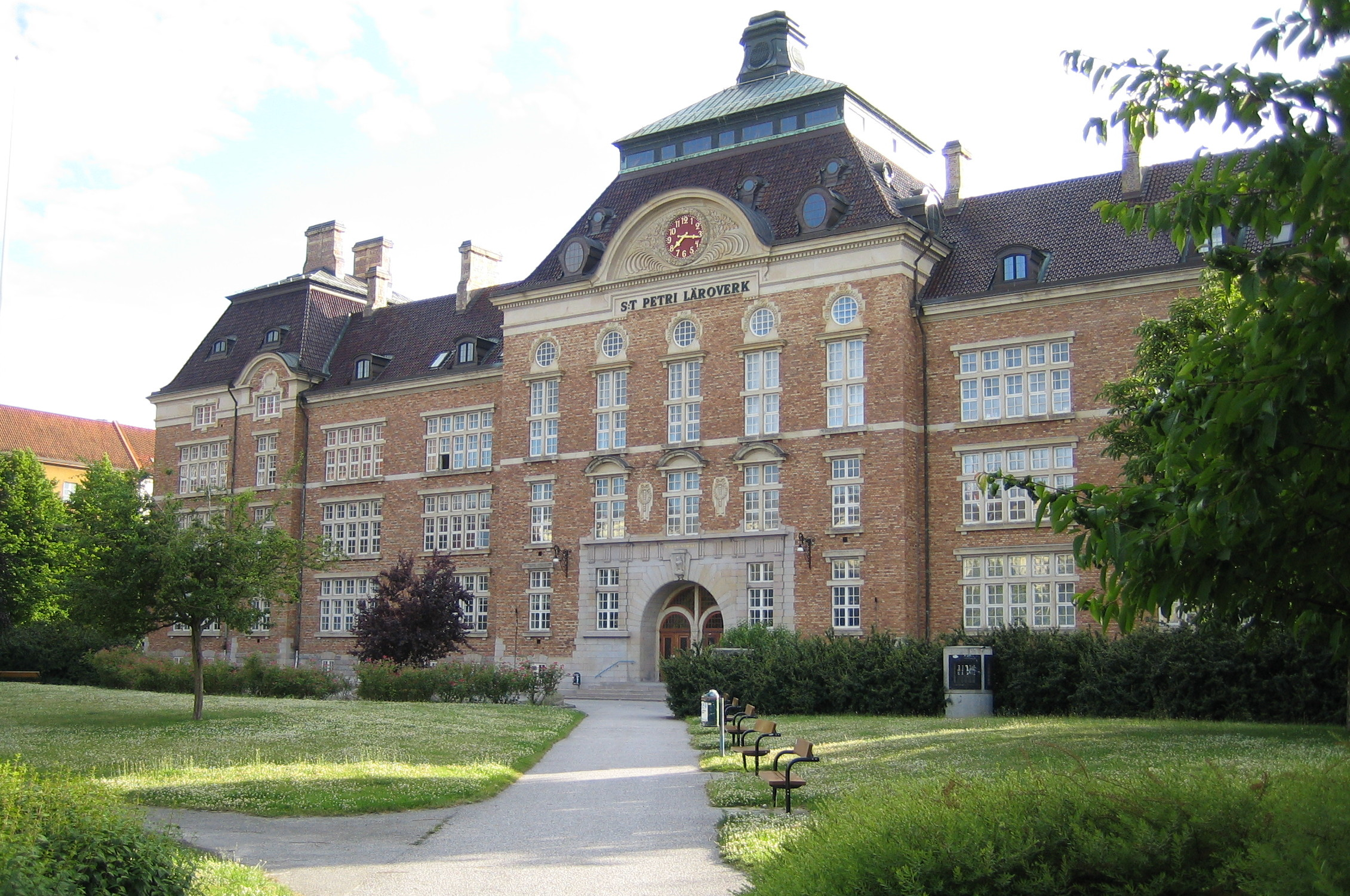
Sankt Petri skola
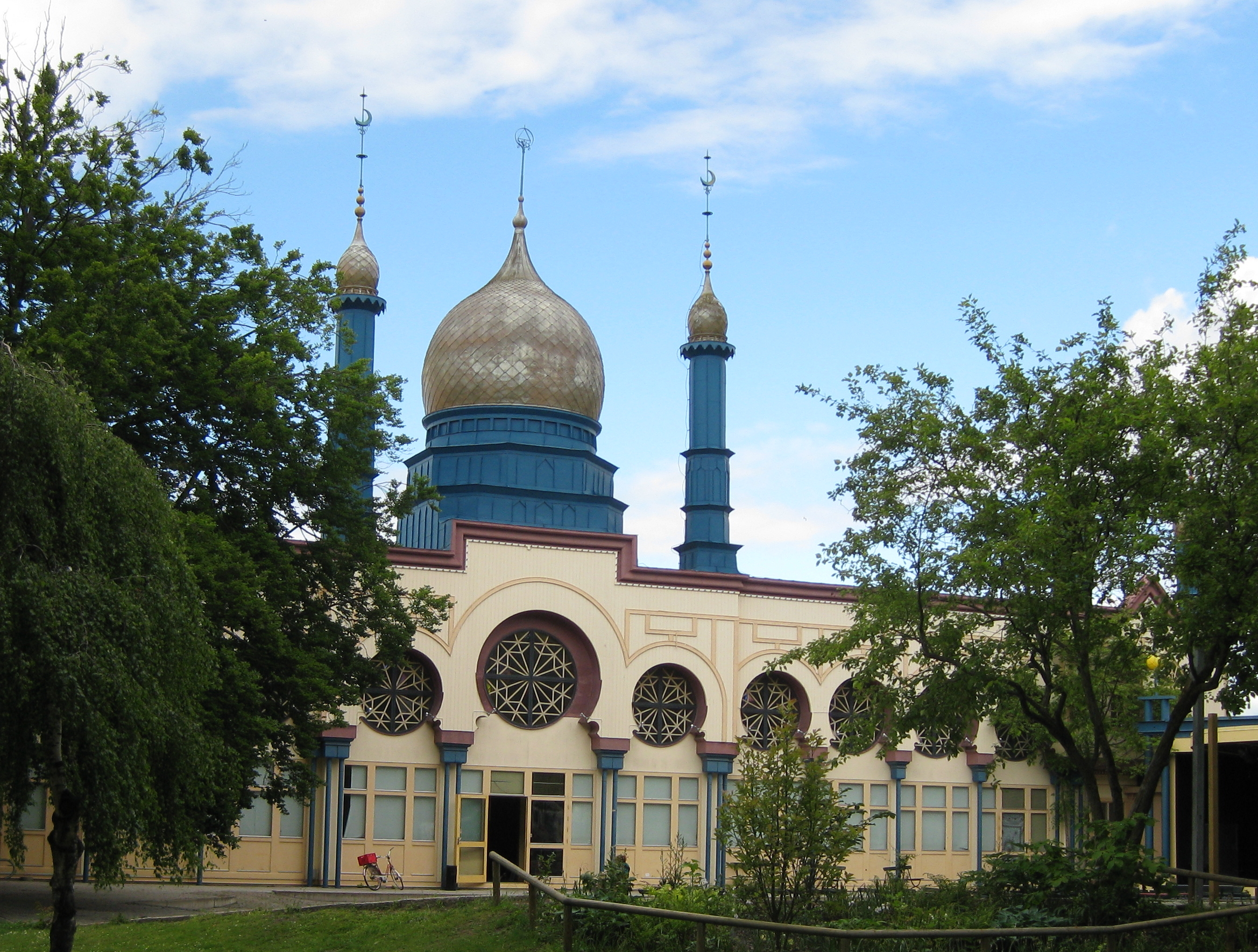
Moriska paviljongen
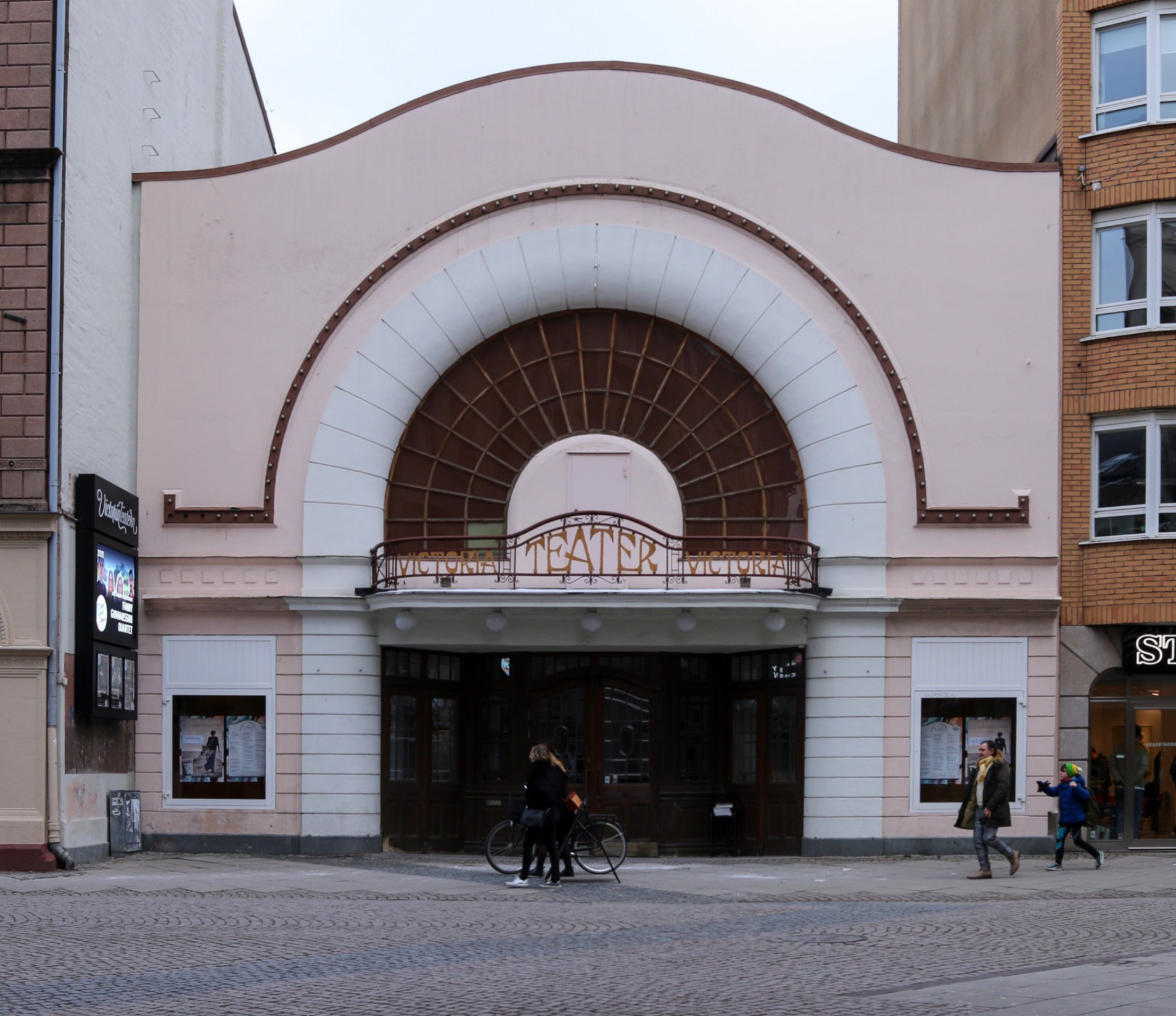
Victoriabiografen

### 1920–1945
Stadsplanen för området Davidshallstorg togs fram 1924 av Erik Bülow-Hübe och byggnaderna kring torget i 1920-talsklassicistisk stil uppfördes 1928–1934. August Stoltz som bland annat gjort biografen Palladium och bostadsområdet Mannhem tillträdde som ny stadsarkitekt 1924. Malmö kom efterhand att ta till sig funktionalismen men den nya byggstilen hade till en början svårt att slå an. Utmärkande för funkisen i Malmö var att gult tegel användes och att husens form anpassades till stadens historiska utformning.
Under 1930-talet började Malmö präglas av funktionalismen och stadens arkitekter influerades av den moderna arkitekturen i Tyskland, flera hade studerat i Berlin (bland annat Thorsten Roos). Det tyska inflytandet på arkitekturen i Malmö upphörde i samband med andra världskriget. Erik Bülow Hübe var förste stadsingenjör i Malmö åren 1921–1946 och propagerade för och introducerade det öppna funktionalistiska byggnadssättet i Malmö. Detta tog sig uttryck i exempelvis Kronborg, Dammfri och Ribersborg. Bülow Hübe planerade även bland annat Rostorp, Pildammsparken och Friluftsstaden. Byggmästaren och formgivaren Eric Sigfrid Persson kom att bli tongivande inom funktionalismen i Malmö. Han uppförde en rad mycket uppmärksammade bostadsområden i Malmö, som till exempel Malmgården (1934–1935), Ribershus (1937–1938) och Friluftsstaden (1942–1948). Friluftsstaden lyfts fram som ett av Sveriges främsta och mest intressanta radhusområden. En annan produktiv arkitekt i Malmö vid denna tid var Fritz Österlind, som hade många uppdrag för HSB. Intressant är Siriusordens hus från 1932 med sina art déco-detaljer som är en ovanlighet i Malmö.
Malmgården uppfördes åren 1934–1935 och ritades av arkitekterna Eiler Græbe och Birger Linderoth. Malmgården är ett av Sveriges mest kända funkishus. Ribershus från 1937–1943 är även det uppfört i funktionalistisk stil av arkitekterna Nils Einar Eriksson, David Helldén, Stig Dranger, Rune Welin, Carl Mattsson och Fritz Voigt. Ribershus väckte stor nationell uppmärksamhet i samband med invigningen den 7 september 1938, som gjordes i form av bostadsmässan Vi Bo. Det första enhetligt utformade bostadsområdet i Malmö skapades i Ellstorp 1937–1943 under ledning av Thorsten Roos, Sven Grönqvist och byggmästaren Hugo Åberg. Thorsten Roos stora produktion, från 1930- till 1960-talet förklaras av hans samarbete med den tidens stora byggherrar i Malmö: HSB, MKB och Hugo Åberg. Åberg hade en stark ställning som VD för HSB från 1940-talet till 1957. Ljungmans verkstäder tidigare fabrik i funkisstil ritad av Mauritz Dahlberg tillhör de främsta industrihusen i funkis. Ett annat exempel är Thorsten Roos fabrik för Aga Faxius i Industrihamnen.
Carl-Axel Stoltz efterträdde 1942 sin far August Stoltz som stadsarkitekt. Stoltz var som arkitekt tydligt påverkad av funktionalismen och ritade flera renodlade funkisbyggnader som till exempel Kolgapalatset kunde samtidigt utföra byggnader i en betydligt mer konservativ stil (Industriverkens hus och Östra Sjukhuset). Malmö Opera ritades av arkitekterna Sigurd Lewerentz, David Helldén och Erik Lallerstedt och byggdes 1933–1944. Teaterbyggnaden kombinerar en funktionalistisk uppdelning i flera byggnadsvolymer för olika ändamål med ett monumentalt formspråk med klassiska drag.

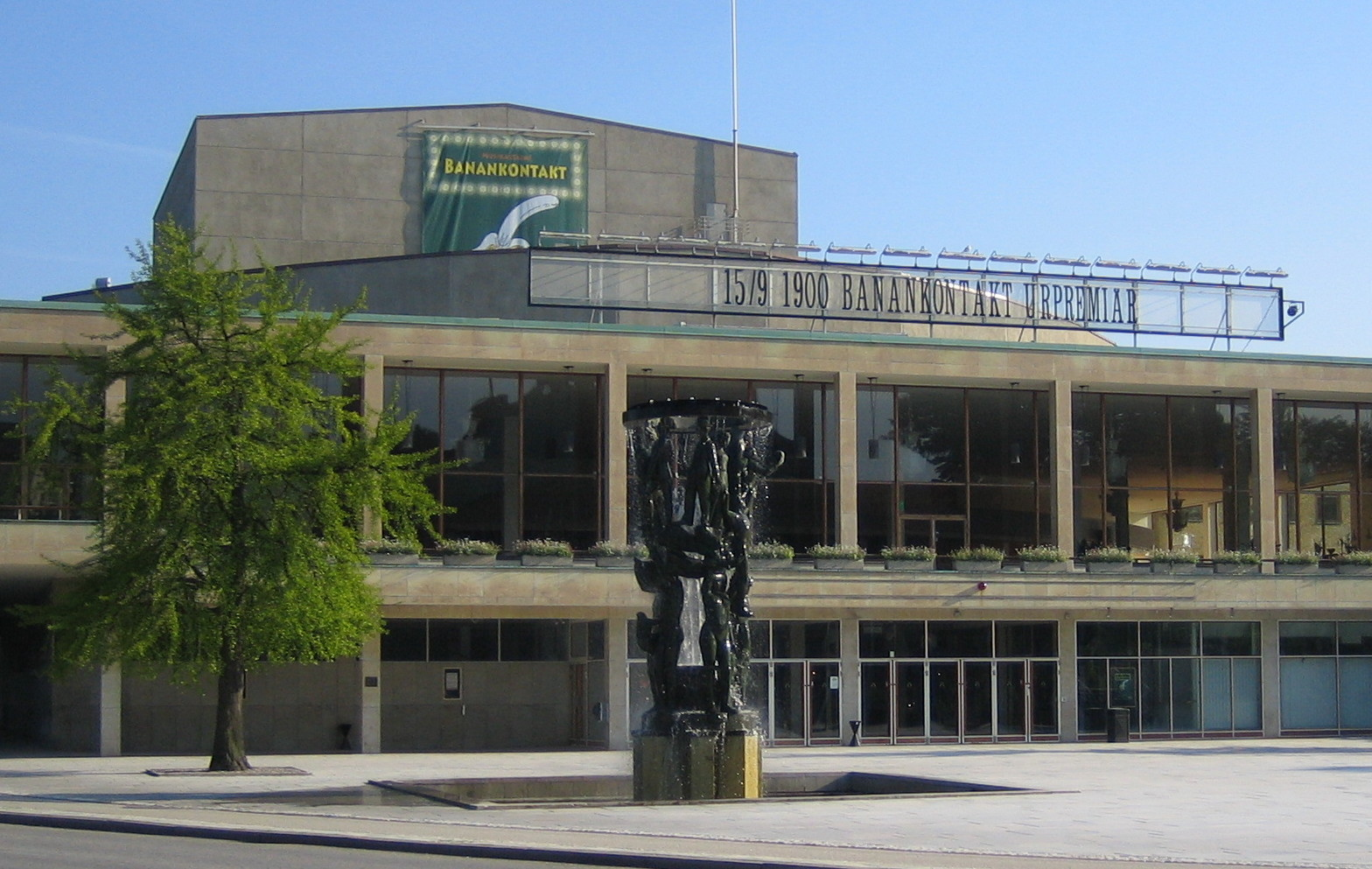
Malmö stadsteater
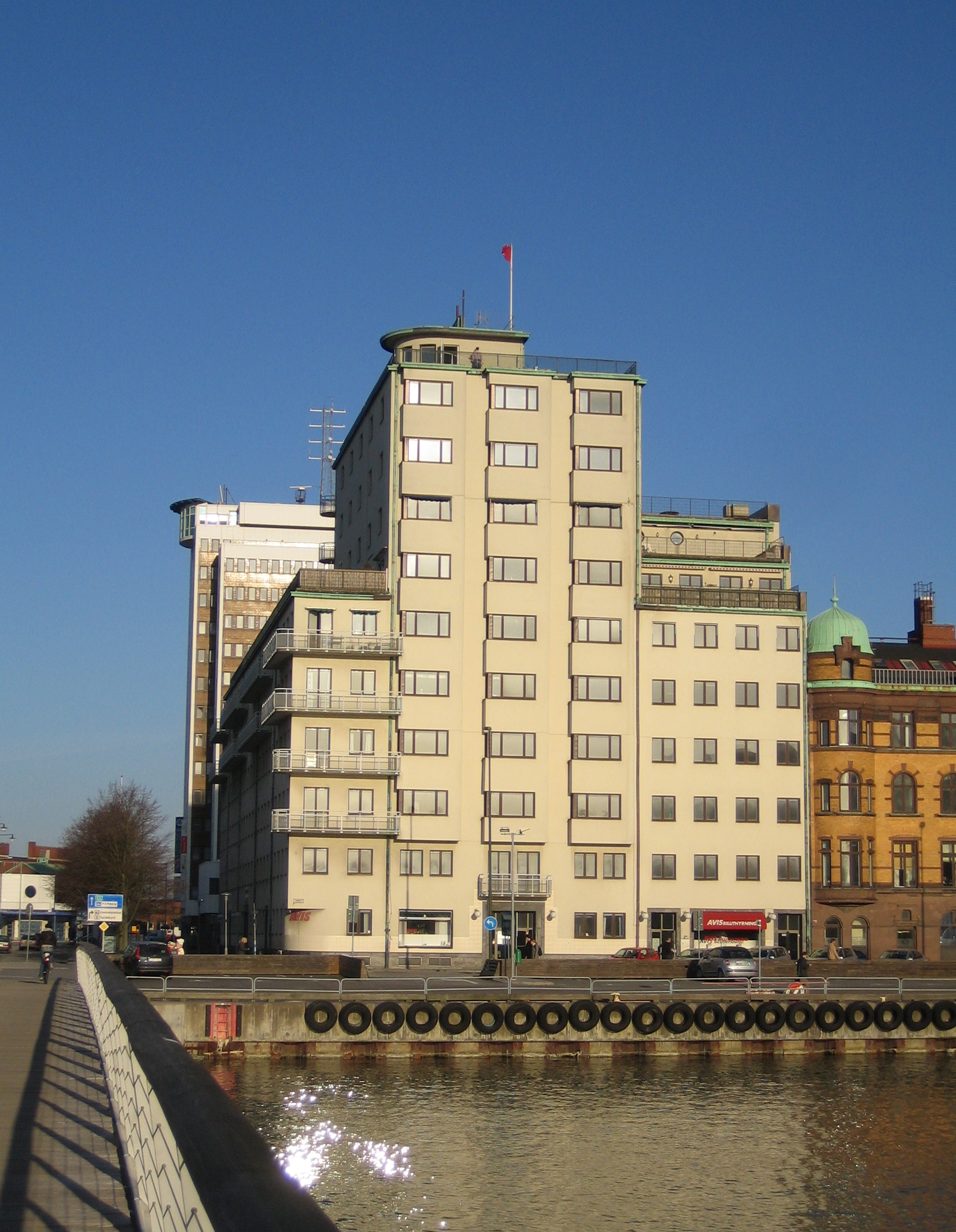
Kolgapalatset
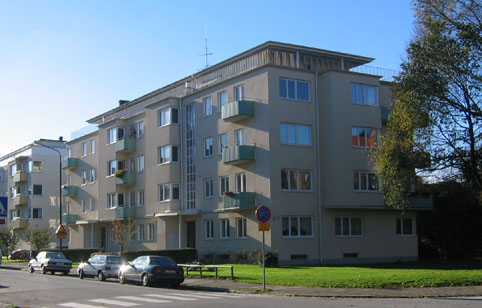
Bostadshus Ribersborg
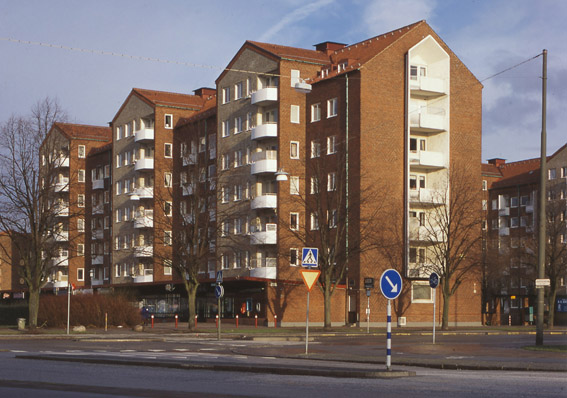
Mellanheden
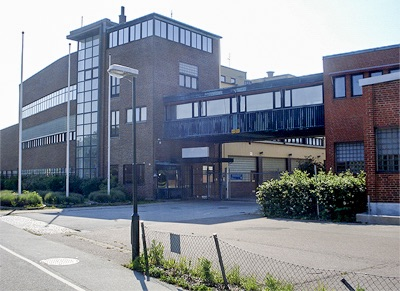
Ljungmans verkstäder
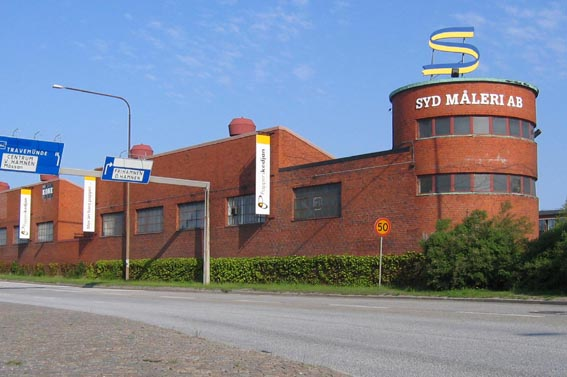
Aga Faxius
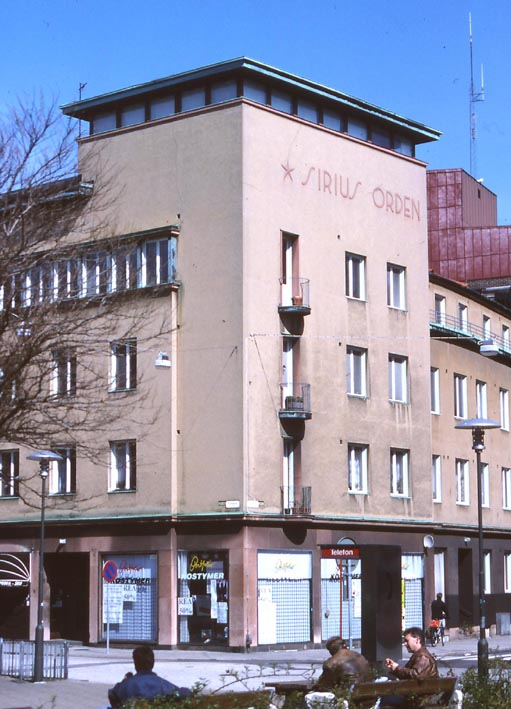
Siriusordens byggnad

### 1945–1970
Augustenborg började som MKB:s första bostadsområde att byggas 1948 och stod klart 1952. Det var Malmös nye stadsplanechef Gunnar Lindman som lade grunden för hur Augustenborg skulle byggas. Planarbetet hade påbörjats av hans företrädare Erik Bülow-Hübe. Svenska stadsplanerare var vid den här tiden inspirerade av engelska och amerikanska idéer om grannskapsenheter. Bostadsområdet ritades av Svenska Riksbyggen Arkitektkontor. Området fick så pass god respons att det snart byggdes liknande områden utformade av Gunnar Lindman, bland annat Mellanheden och Persborg. Folkets hus vid Nobeltorget som stod klart 1948 går i funkisstil och ritades av Hans Westman. Under 1950-talet kom också de första husen med betongelement, bland annat av Jaenecke & Samuelsson på Östra Sorgenfri. Fritz Jaenecke/Sten Samuelson och Thorsten Roos/Bror Thornberg kom genom sina samarbeten att bilda de två ledande privata arkitektkontoren i Malmö.
Motorami-huset från 1958 är ritat av arkitekt Lennart Bergström och utgör med sin stora volym och särpräglade femtiotalsarkitektur en markant profil i stadslandskapet. Ett annat kontorshus från samma period är Hans Westmans Öresundshuset. 1958 invigdes Malmö Stadion och senare Baltiska hallen (1964) som båda ritades av arkitektkontoret Jaenecke & Samuelson Bostadsområdet Lorensborg anlades samtidigt och kallades först Stadionstaden. Arkitektduon hade tidigare skapat bostadshuset Boggivagnen (1951–1953) och var under 1950-talet internationellt uppmärksammade. Fritz Jaenecke kom via kontakten med Bülow-Hübe till Malmö och kom tillsammans med Stoltz att skapa Idoffhuset och Amiralen. 1958–1959 kompletterades rådhuset med en modern tillbyggnad av Sture Kelfve.
1960-talet innebar flera stora byggprojekt som skapade nya landmärken i Malmö. Kronprinsen av Thorsten Roos var med sina 75 meter den högsta byggnaden i Malmö under en period. Fasaden är klädd i blå mosaikbitar. Sydsvenskanhuset (SDS-huset) stod färdigt 1965 och är 55 m högt fördelat på 15 våningar. Arkitekten Sture Kelfve skapade ett hus vars disposition skulle följa produktionskedjan, från redaktion till lastkaj och var tänkt att likna ett fartyg – höghuset skulle vara "bryggan" och redaktionerna "däcken". En karaktäristisk kontorsbyggnad skapade Ralph Erskine för Pågens med en unik interiör i ett tidigt kontorslandskap. 1963 öppnade Nordiska Kompaniet en filial i de nya lokalerna som ritats av malmöarkitekten Thorsten Roos (idag Hansa). 1965 mottog Lärarhögskolan i Malmö av Carl Nyrén som första byggnad i Malmö Kasper Salin-priset.

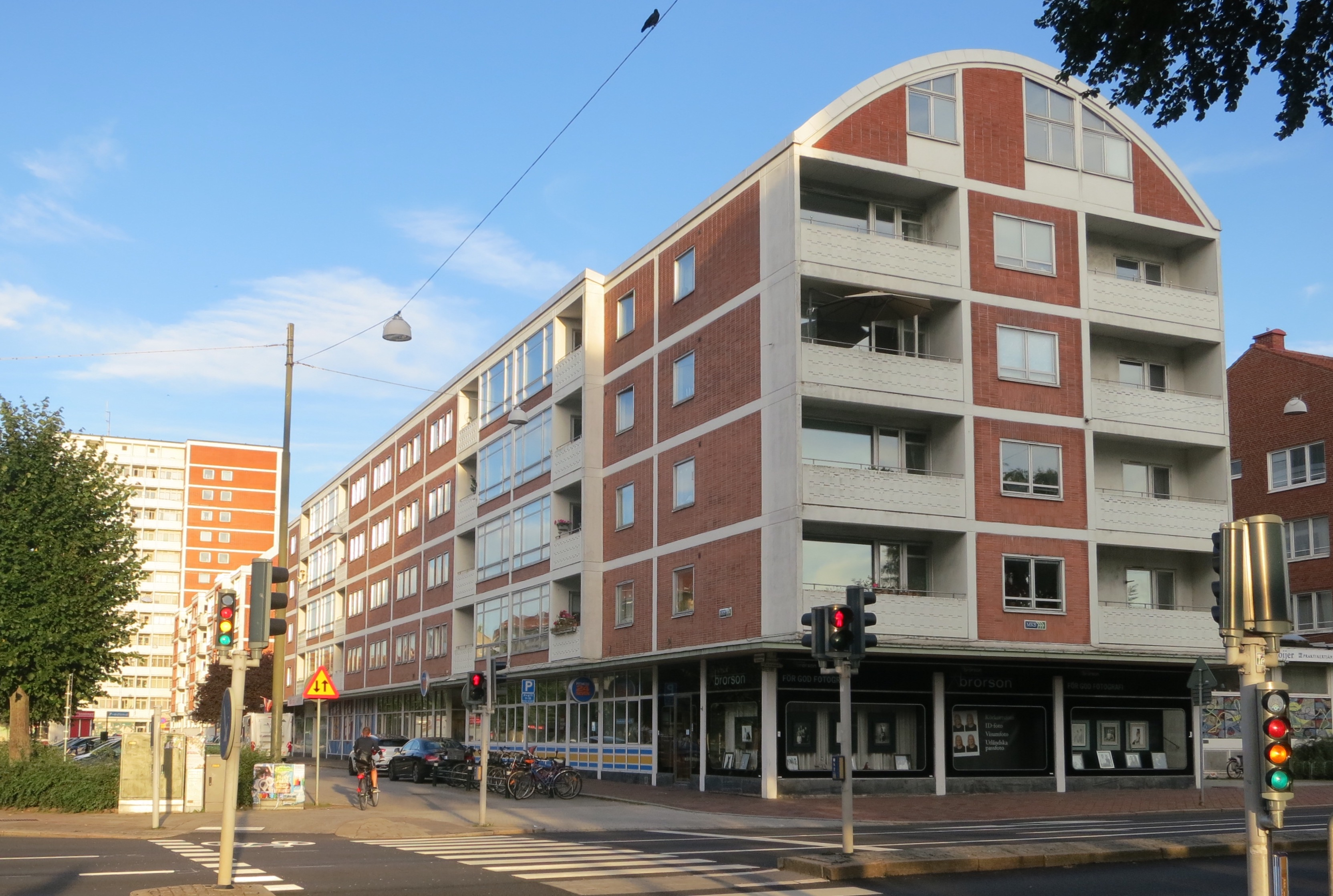
Boggivagnen
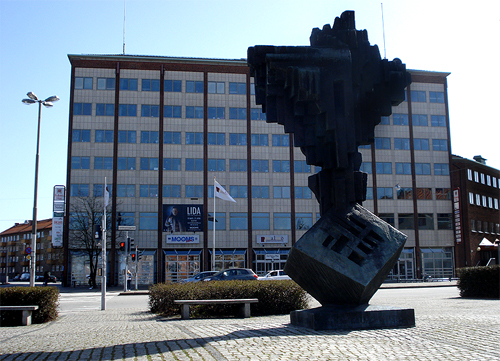
Folkets hus
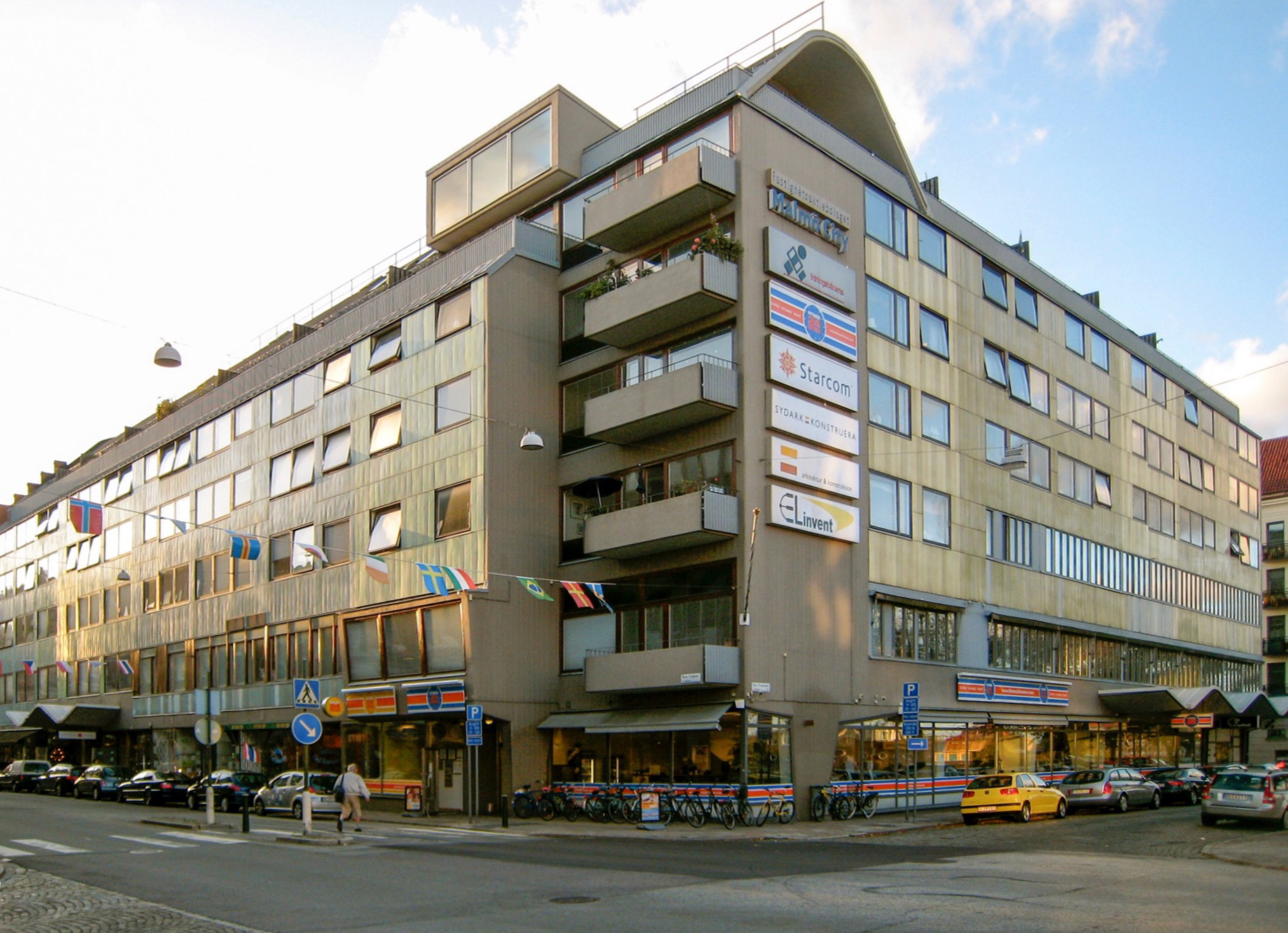
Motorami-huset
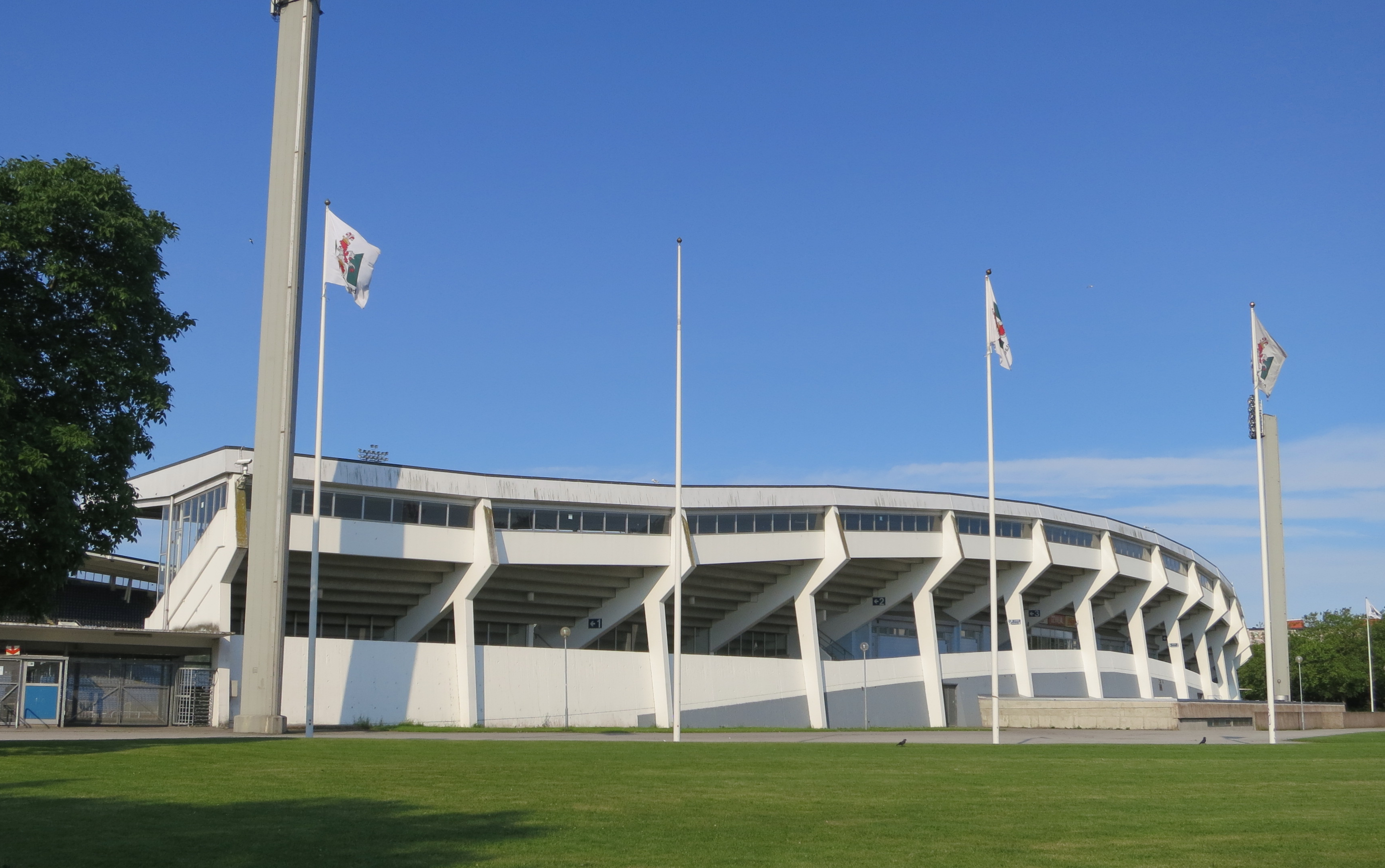
Malmö stadion
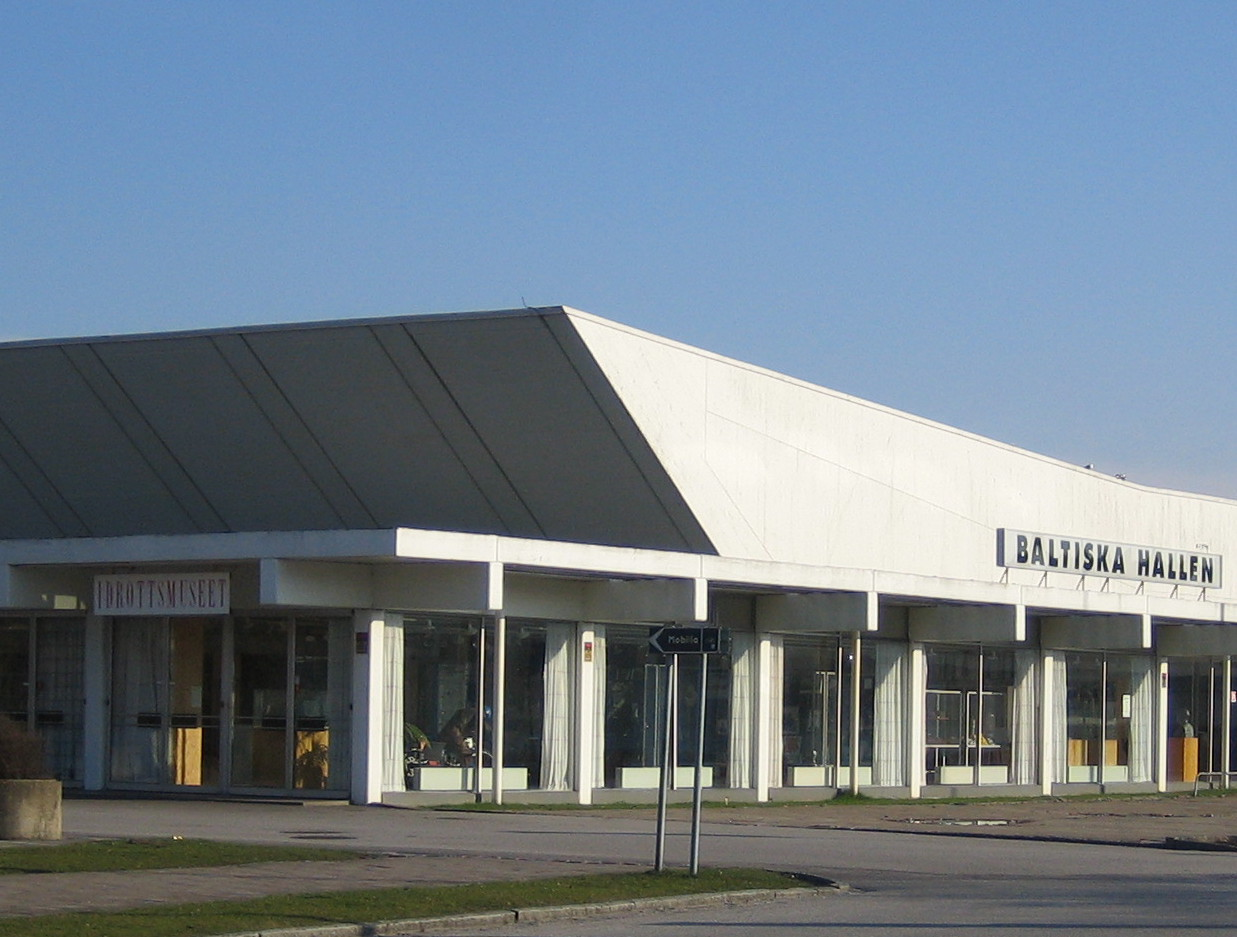
Baltiska hallen
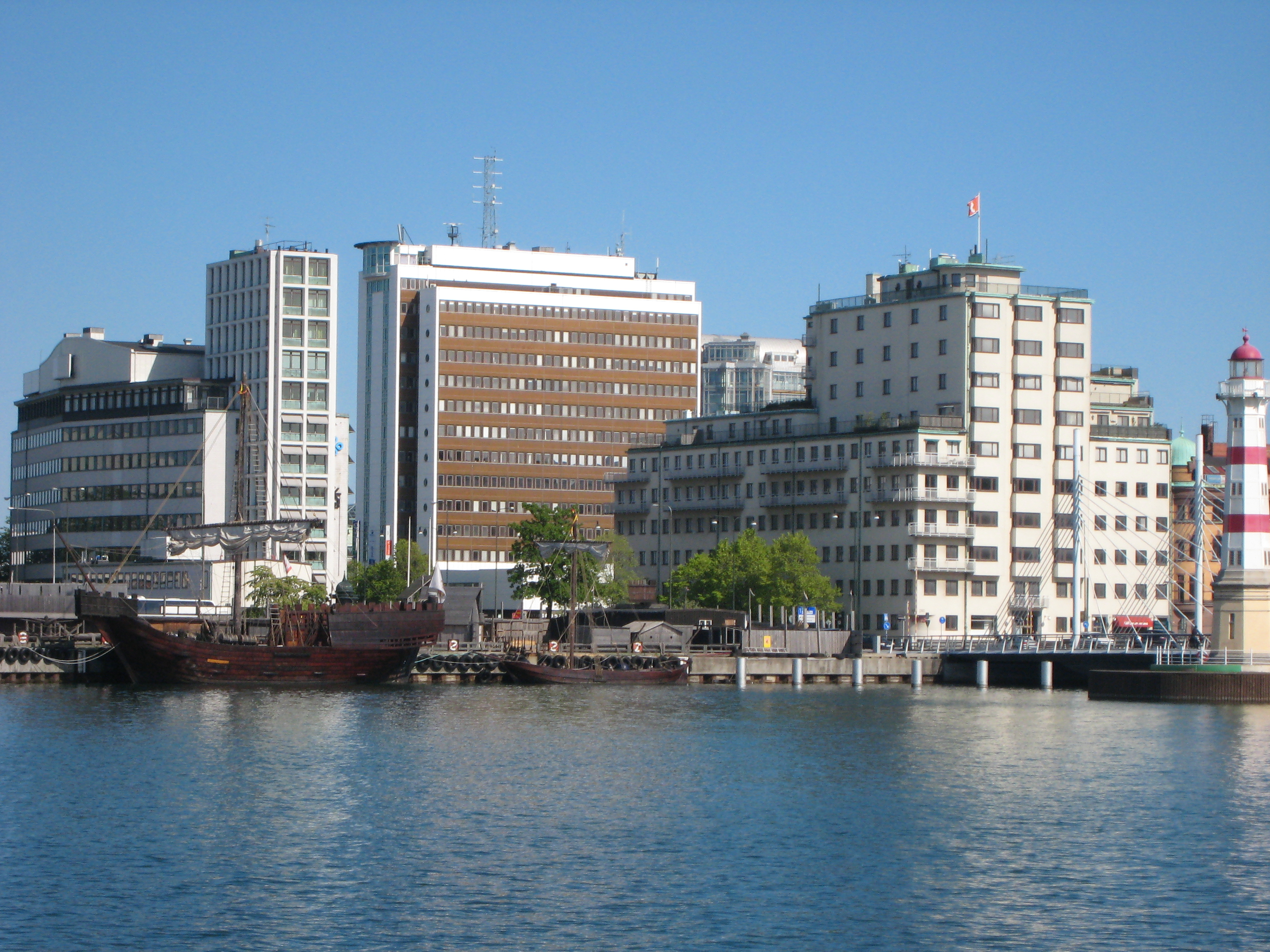
Öresundshuset
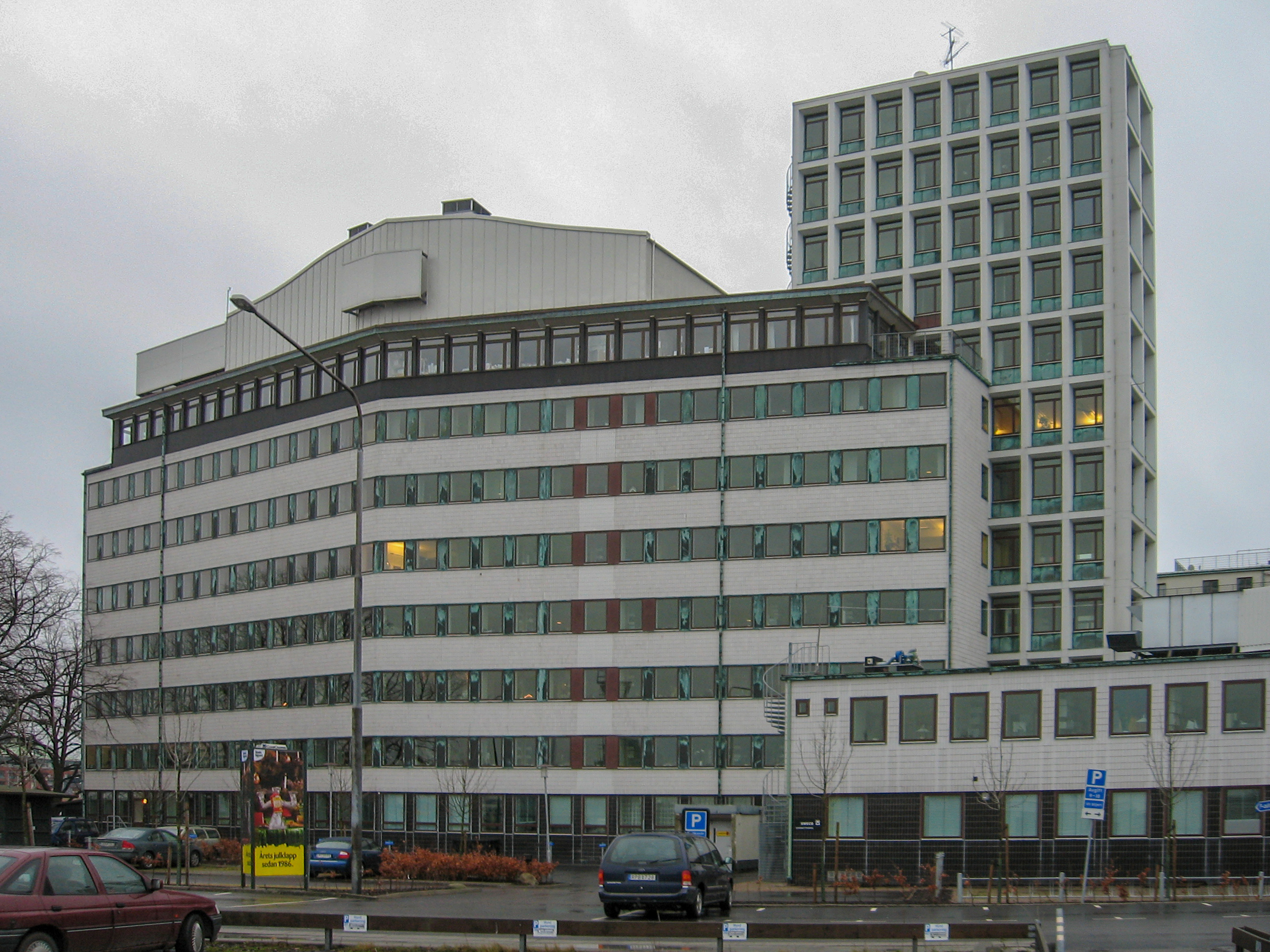
Bylgiahuset
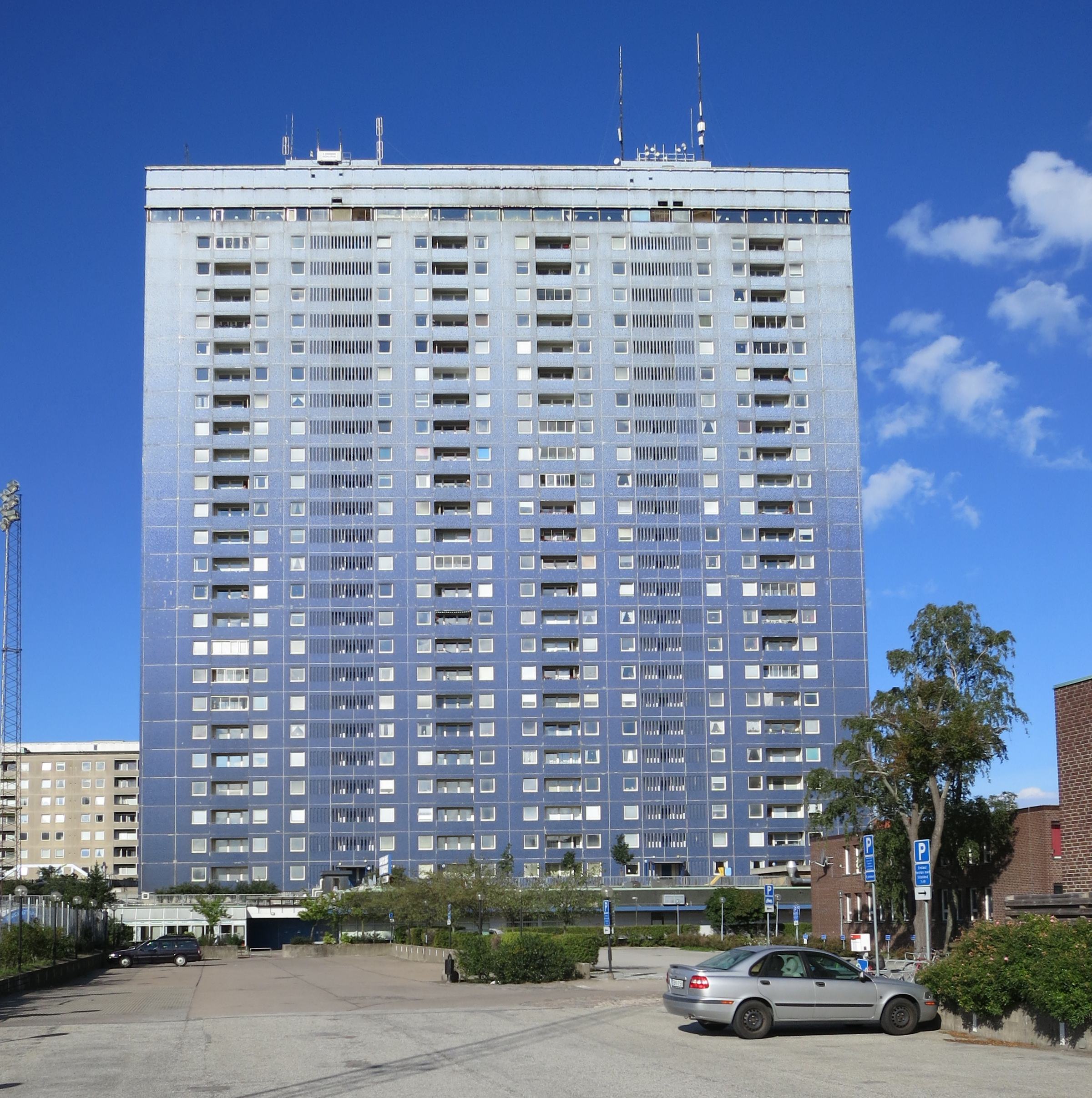
Kronprinsen

### 1970–2000

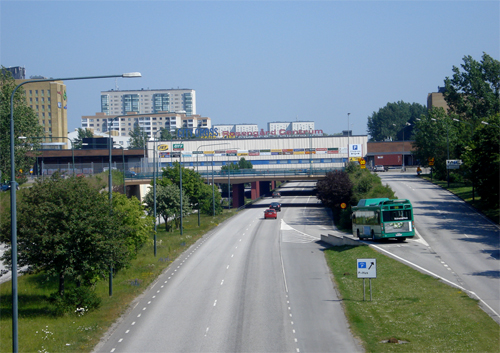
Rosengård centrum

De stora bostadsprojektens tid var 1960- och 1970-talet – Rosengård byggdes 1962–1969. Rosengård är ett exempel på den nya byggtekniken med prefabricerad betong och där byggkranens funktion legat till grund för husens placering. För husens arkitektur ansvarade bland annat Jaenecke & Samuelsson och Thorsten Roos. Stadsplanerna för de olika delområden gjordes formellt av Gunnar Lindmans efterträdare Gabriel Winge men andra arkitekter hade stor del i planeringen (Thorsten Roos, Bror Thornberg, Bo Ahlström, Svenivar Ekstrand). I Rosengård uppfördes även kontorshuset Tre Skåne och Rosengård centrum. Andra områden som byggdes under samma period är Almgården och Lindängen. I centrala Malmö revs vid samma tid gammal bebyggelse till förmån för centrumbildningar när Caroli City, ett affärs-, bostads- och kontorskomplex, byggdes etappvis 1969–1973 och byggandet av Värnhemscity. Området Lugnet genomgick en drastisk förändring när den gamla bebyggelsen revs och ersattes av moderna byggnader i stor skala vilket ledde till protester. Samtidigt genomfördes Malmös största restaureringssatsning genom tiderna när Kvarteret S:t Gertruds 19 byggnader restaurerades 1969–1982, ett projekt som mottog Europa Nostras diplom.
Malmö Konsthall av Klas Anshelm invigdes 1975 och tilldelades Kasper Salin-priset 1974. Anshelm var även arkitekten bakom Sydkrafts nya huvudkontor som stod klart 1971 och som går i en brutalistisk stil i tegel. Ytterligare ett stort kontorshusprojekt blev det modernistiska och omdiskuterade Landsstatshuset (1972–1974) av Bernt Nyberg för länsstyrelsen som byggdes ut i en andra etapp (1977–1981). Sten Samuelsson skapade flera byggnader i Malmö förutom Malmö Stadion. Victoria Parks huvudbyggnad är byggmaterialkoncernen Eurocs gamla huvudkontor ritades av Samuelsson 1977 och är ett tidigt exempel på postmodern svensk arkitektur. Samuelssons Sankt Matteus kyrka (1983) bryter markant mot den traditionella bilden av en kyrka. Arkitekten har inspirerats av detta och låtit träden symboliskt fortsätta in i kyrkan. Byggandet av Malmö moské påbörjades 1983 och var vid invigningen 1984 Sveriges första moské som byggts för ändamålet. Sedan 1982 delar Malmö stad ut Malmö stads stadsbyggnadspris.
Under 1980-talet ändrade delar av centrala Malmö karaktär genom stora nybyggnationer. Malmö konserthus i Lugnet med kongress- och konferensverksamhet invigdes 1985. Malmö stadshus uppfördes mittemot 1983–1985 i korsningen Föreningsgatan/Torpgatan och ritades som konserthuset av Sten Samuelsson. Triangelns köpcentrum vid Triangeln i centrala Malmö invigdes 21 september 1989. Hotelldelen med sina 20 våningar och en höjd på 69 meter över marken ligger i anslutning till köpcentrat och stod färdig 1989 som Sheraton Malmö City. Arkitekturen är postmodernistisk och arkitekten Greger Dahlström. Malmö fick även ett nytt polishus vid Slussen. Inom bostadsbyggandet skapades även postmodernistiska byggnader där detaljrikedom och historiska referenser återkom. Ett exempel är Hans Asklunds bostadshus på Västergatan från 1986.
Ett intressant arkitekturprojekt från 1990-talet utgör Bo 100 som skapades i kritik mot bomässan i Malmö 1986 och standardiseringen av byggandet. Bo 100 är ett färgglatt hus med 39 lägenheter på Monbijougatan i Monbijou på Möllevången som skapades av Ivo Waldhör tillsammans med de blivande hyresgästerna. Projektet rönte stor internationell uppmärksamhet.
Under 1990-talet följde ett nytt bostadsområde i Potatisåkern i Fridhem. Malmö stadsbibliotek ritades av den danske arkitekten Henning Larsen och invigdes 31 maj 1997. Stadsbiblioteket består av tre byggnader, Slottet, Ljusets kalender och Cylindern. Slottet är den äldsta delen och byggdes för Malmö museum efter ritningar av arkitekterna John Smedberg och Fredrik Sundbärg i renässansstil. Slottet restaurerades och återinvigdes 24 september 1999. Ljusets kalender ritades av Henning Larsen och invigdes 31 maj 1997.

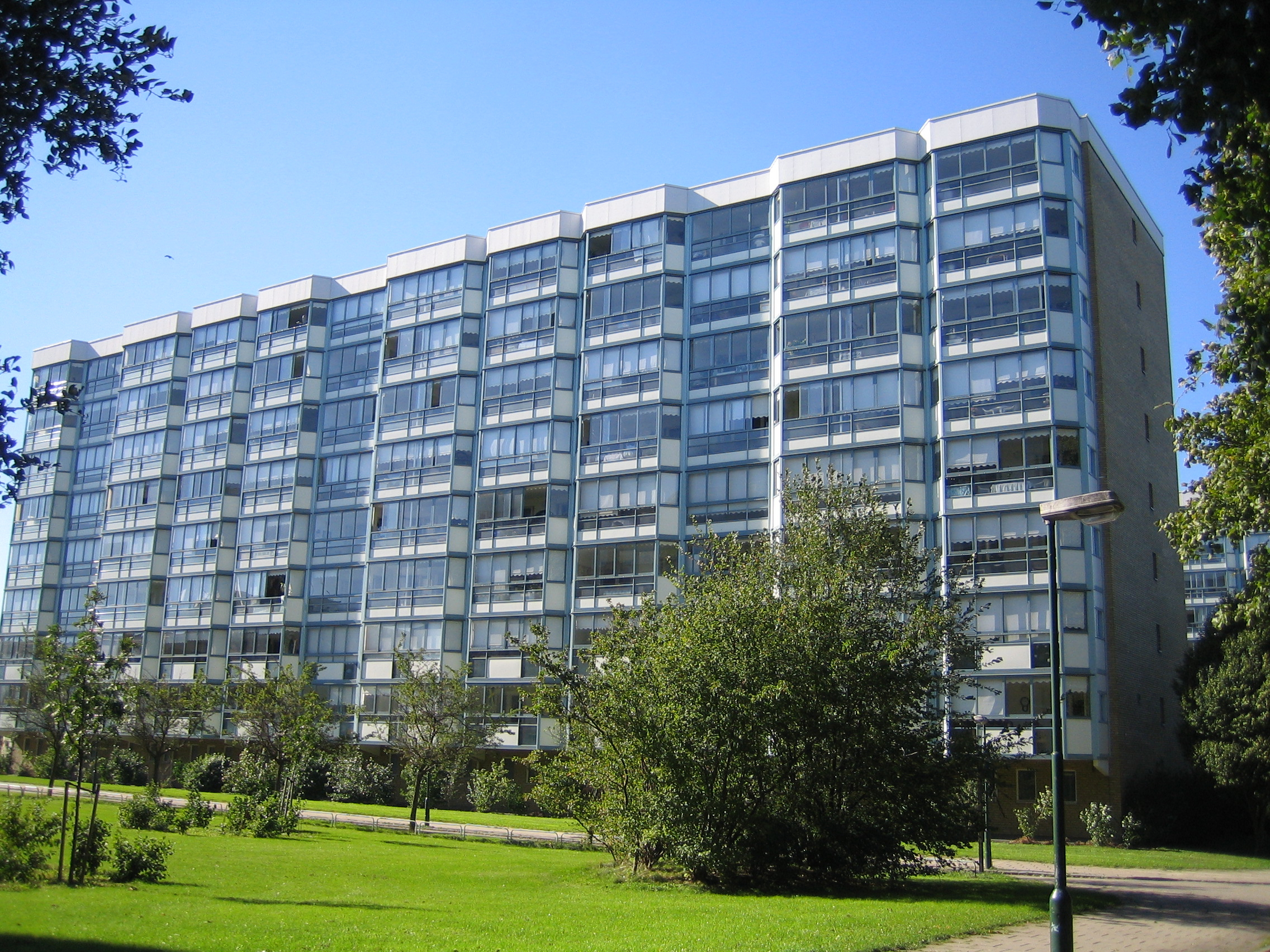
Apelgården (Rosengård)
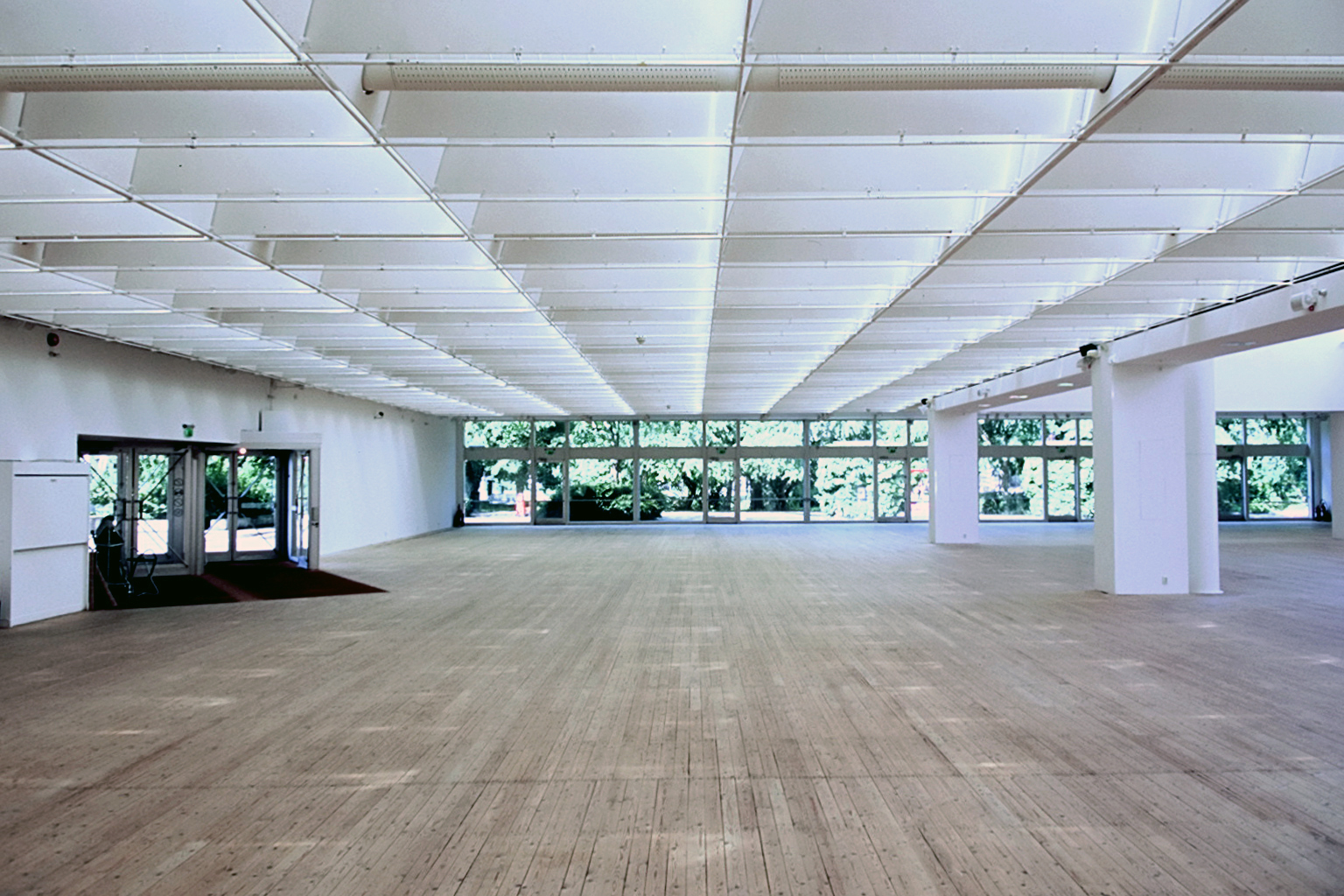
Malmö konsthall
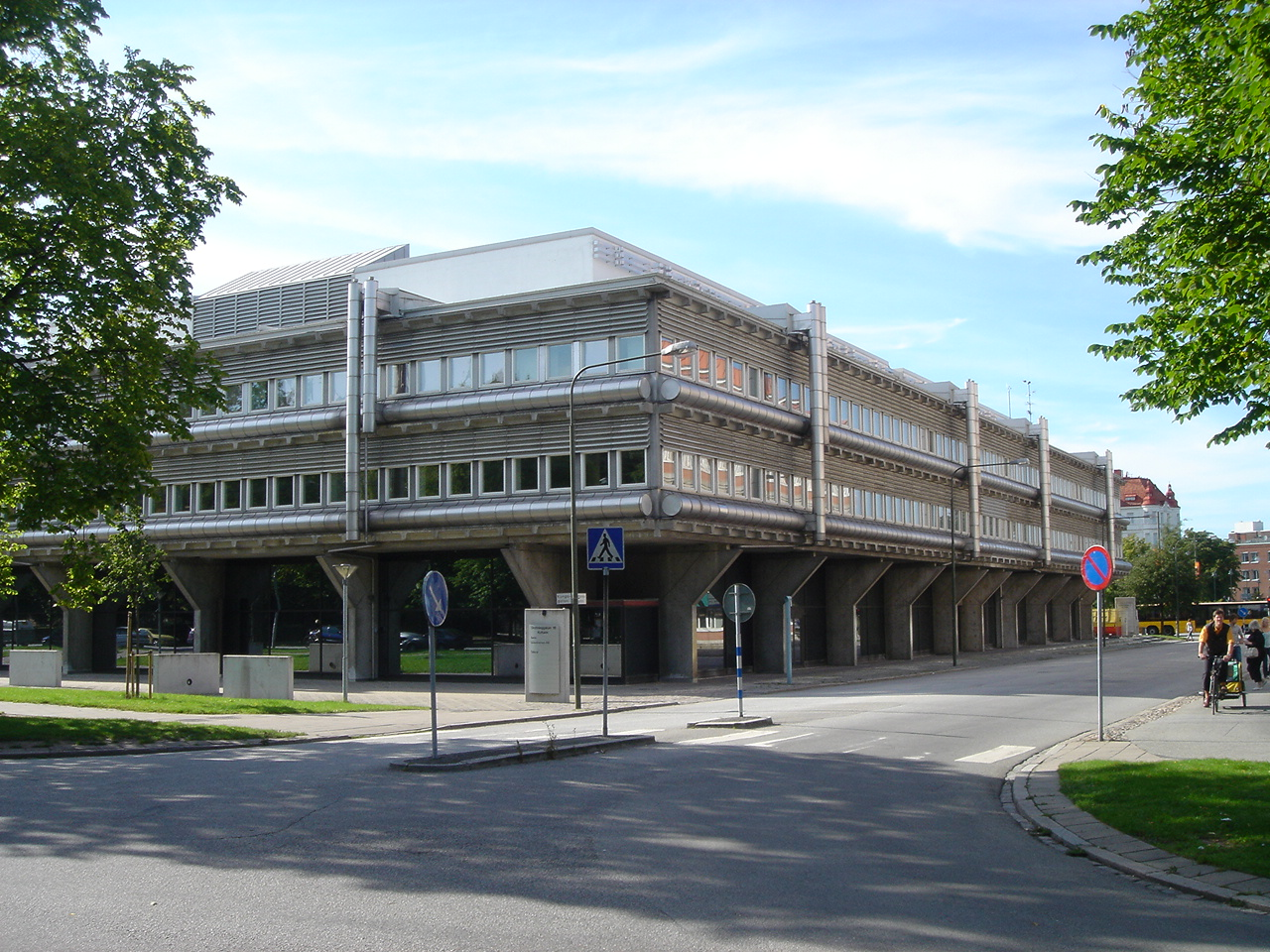
Landsstatshuset
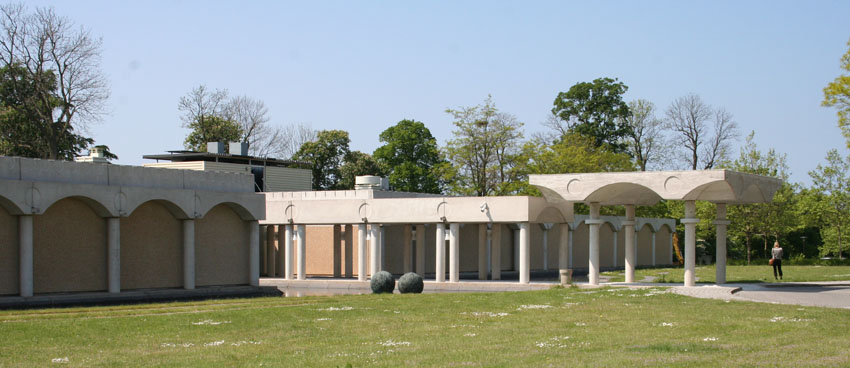
Euroc (idag)
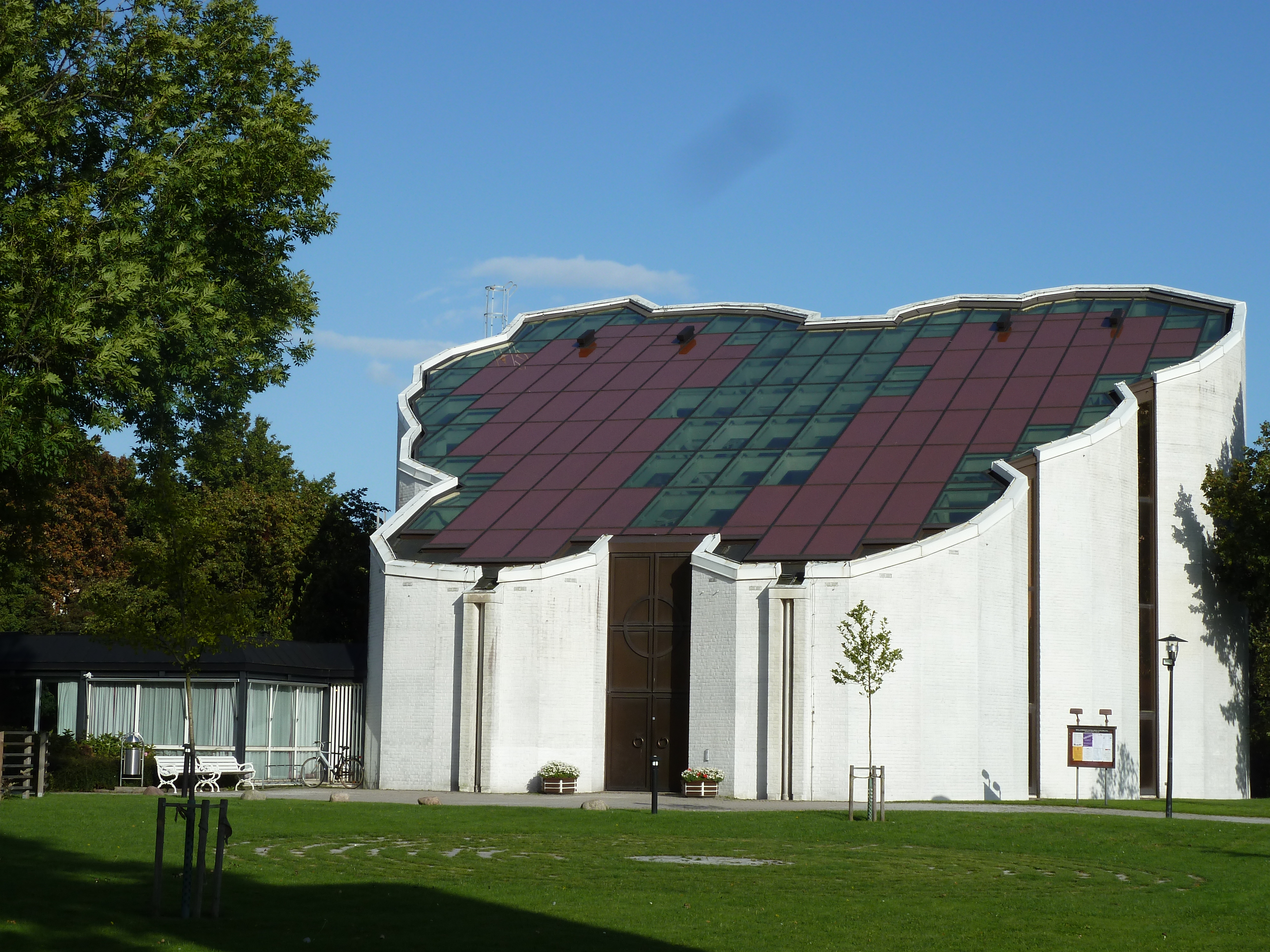
Sankt Matteus kyrka
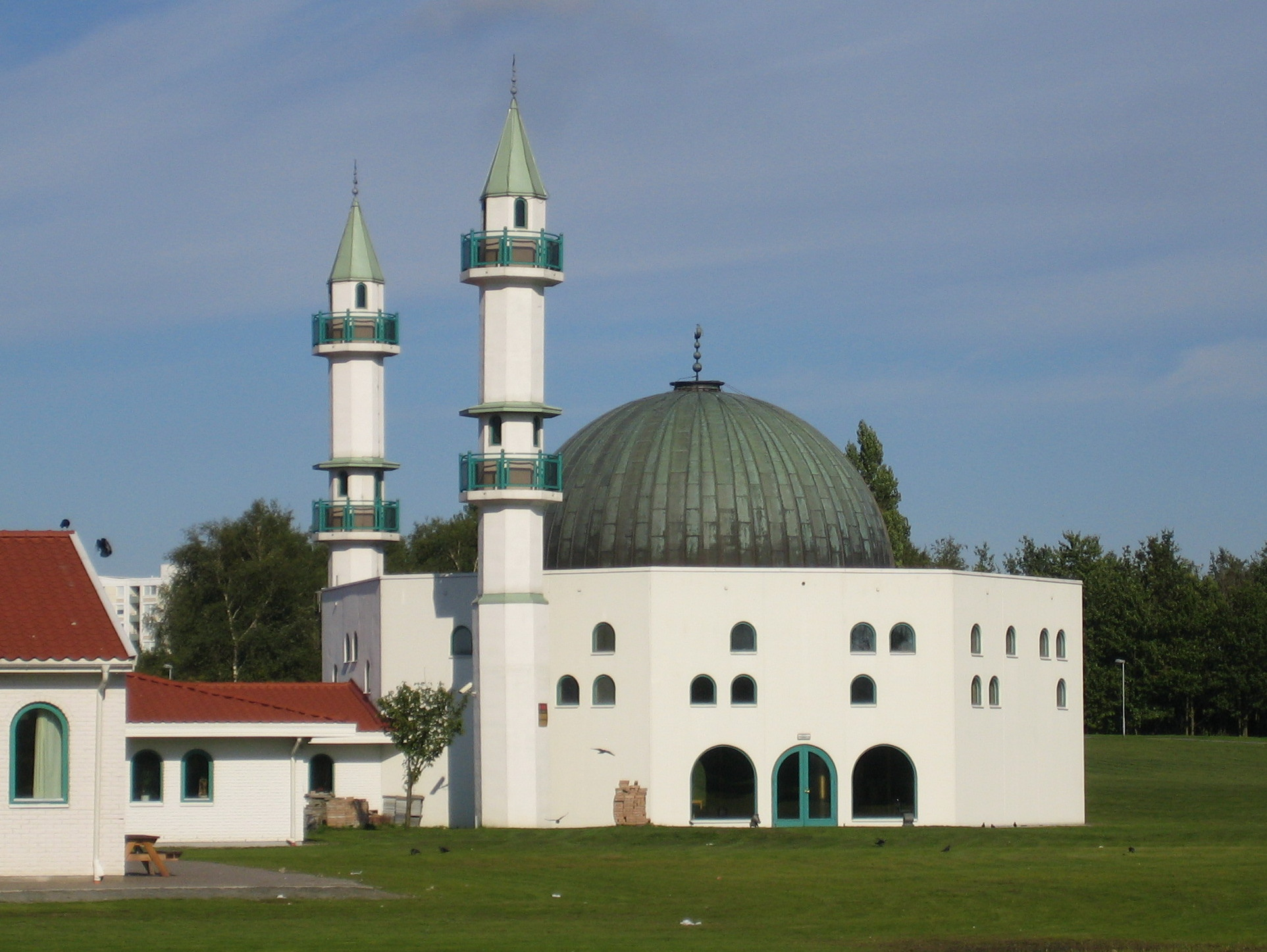
Malmö moské
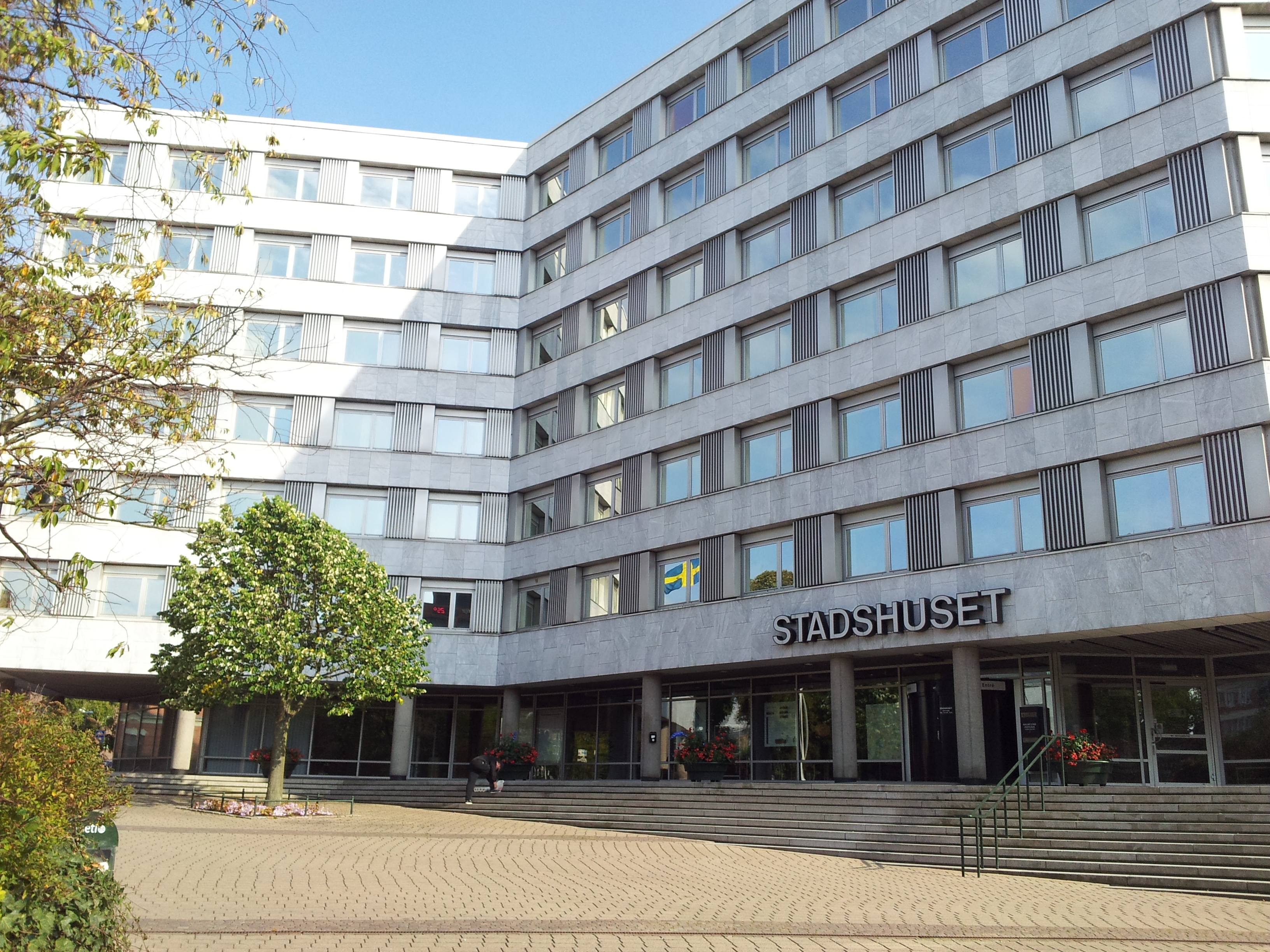
Malmö stadshus
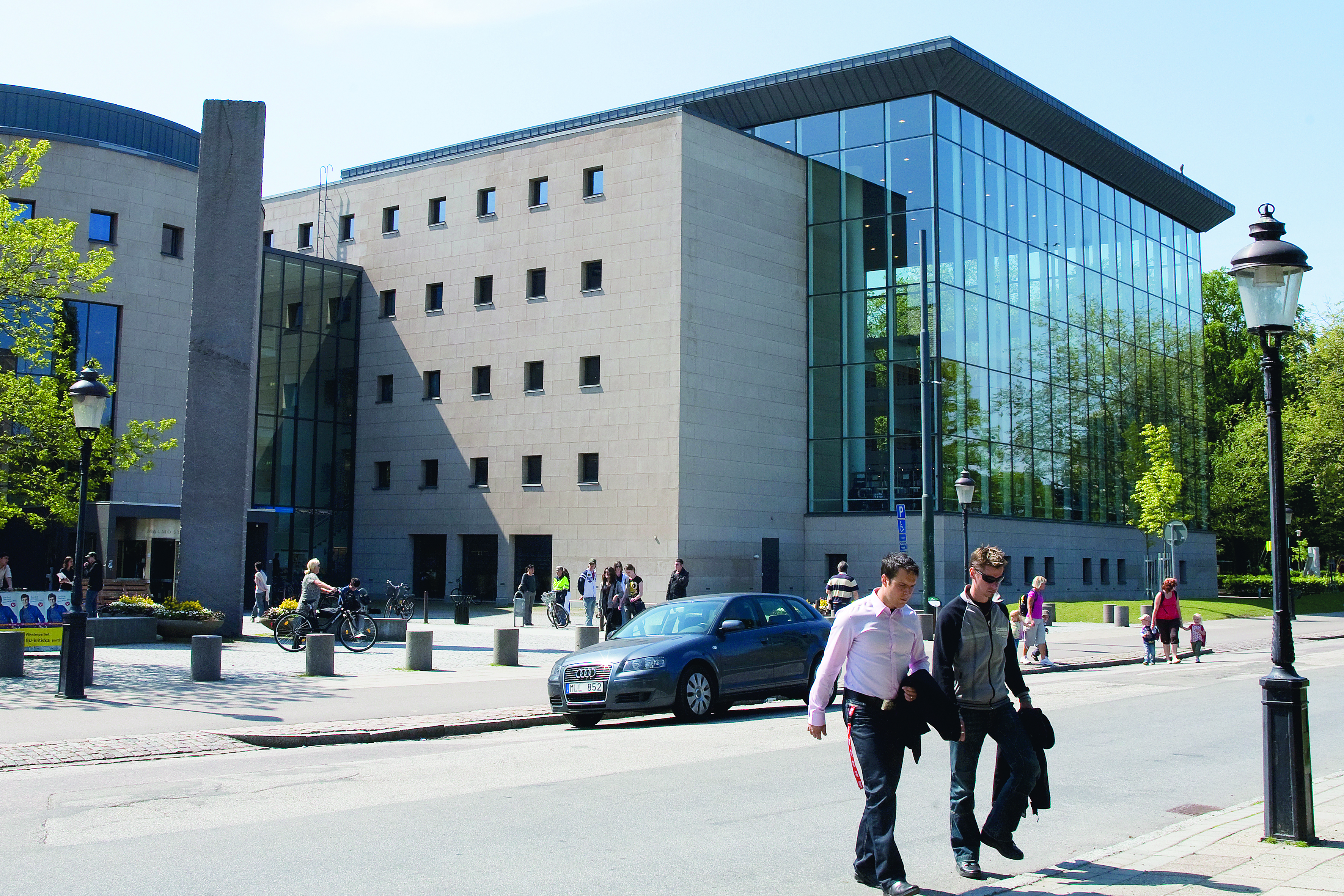
Malmö stadsbibliotek

### Efter 2000

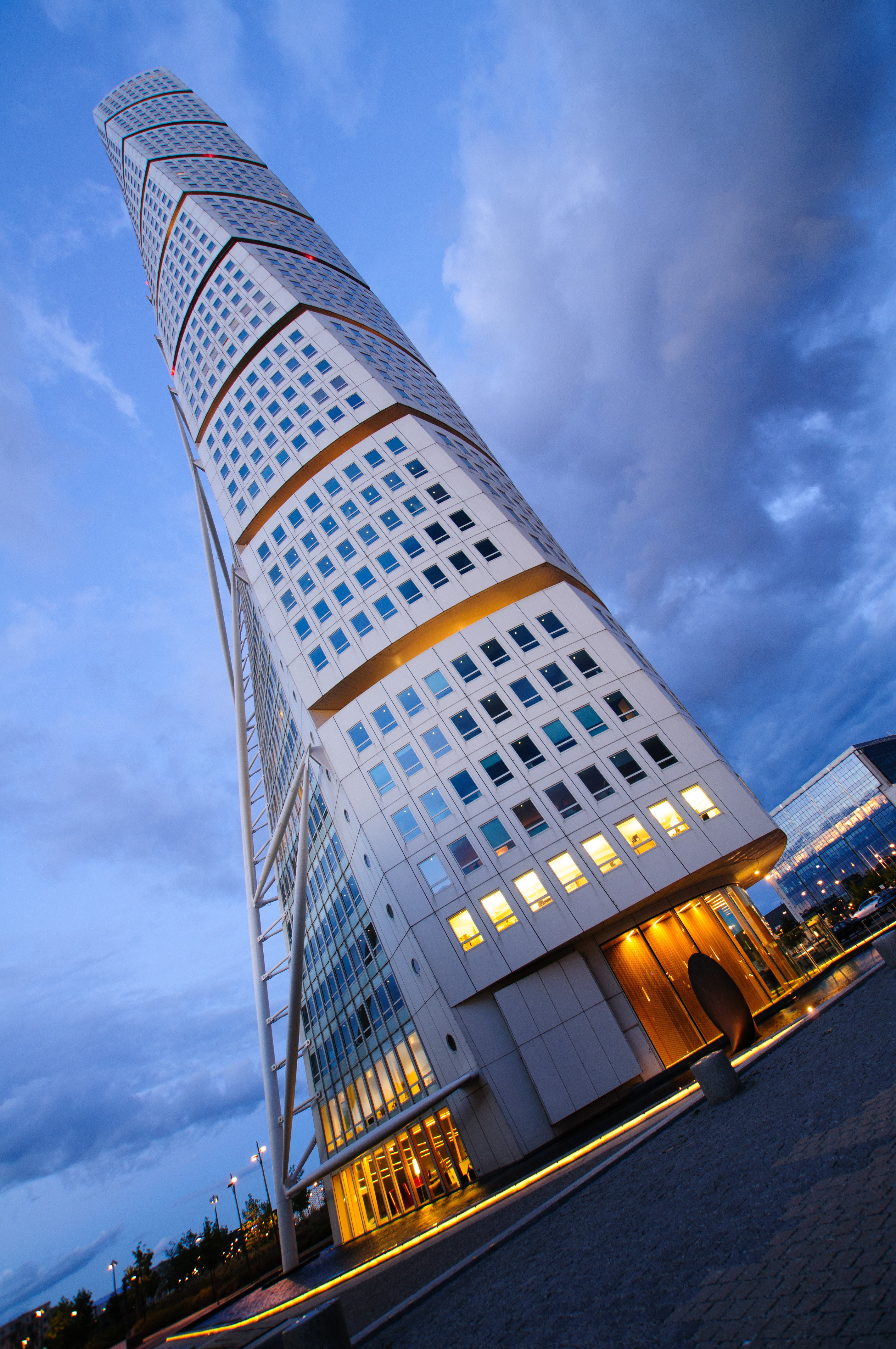
Turning Torso

2000-talet innebar en rad byggnationer som uppmärksammades nationellt och även internationellt. Bomässan Bo01 i Västra Hamnen arrangerades 2001 och markerade stadens omvandling. För stadsplanens utformning stod bomässans chefarkitekt Klas Tham. Deltagande arkitekter var bland andra Wingårdh Arkitektkontor, White arkitekter och Ralph Erskine. Landmärket i Västra hamnen är Turning Torso, ritad och konstruerad av arkitekten Santiago Calatrava. Med en höjd på 190,4 meter är den Sveriges och Nordens näst högsta skyskrapa och var den högsta i Sverige fram till september 2022, då den passerades av Karlatornet i Göteborg.
Urbana Villor i Västra Hamnen av arkitekterna Cord Siegel, Pontus Åqvist och landskapsarkitekten Karin Larsson, prisades med Kasper Salin-priset 2009. Malmö högskolas Orkanen på Hjälmarekajen på Universitetsholmen i Malmö blev klar 2005. Den underjordiska järnvägsstationen Station Triangeln togs tillsammans med Citytunneln i drift 12 december 2010. Stationen har ritats av KHR Arkitekter och Sweco och utsågs till 2011 års vinnare av Kasper Salin-priset. Malmös centralstation fick samtidigt en ny underjordisk stationsdel tillsammans med en ny modern del av stationshuset på marknivå.
Den nya inomhusarenan Malmö Arena i Hyllievång invigdes 2008. Malmö fick även en ny fotbollsarena i Swedbank Stadion av Arkitektfirmaet C.F. Møller. Samma arkitektfirma skapade Akut och infektionsklinik SUS (2006–2010) som nominerades till Kasper Salin-priset 2010. Inom kulturen invigdes Moderna museet Malmö 2009 i Rooseums tidigare lokaler. Den 1900–1901 uppförda byggnaden är ritad av John Smedberg. Tham & Videgård Hansson Arkitekter utformade tillbyggnaden.
Malmö fick även ett nytt köpcentra genom Entré Malmö vid Värnhem 2009 och Emporia 2012 vid Malmö Arena och citytunnelstationen i Hyllievång. 2009 öppnade också ett nytt Ikea varuhus i Svågertorp. Den närliggande kontorsbyggnaden Hubhult är ritat av Dorte Mandrup och invigdes 2015.

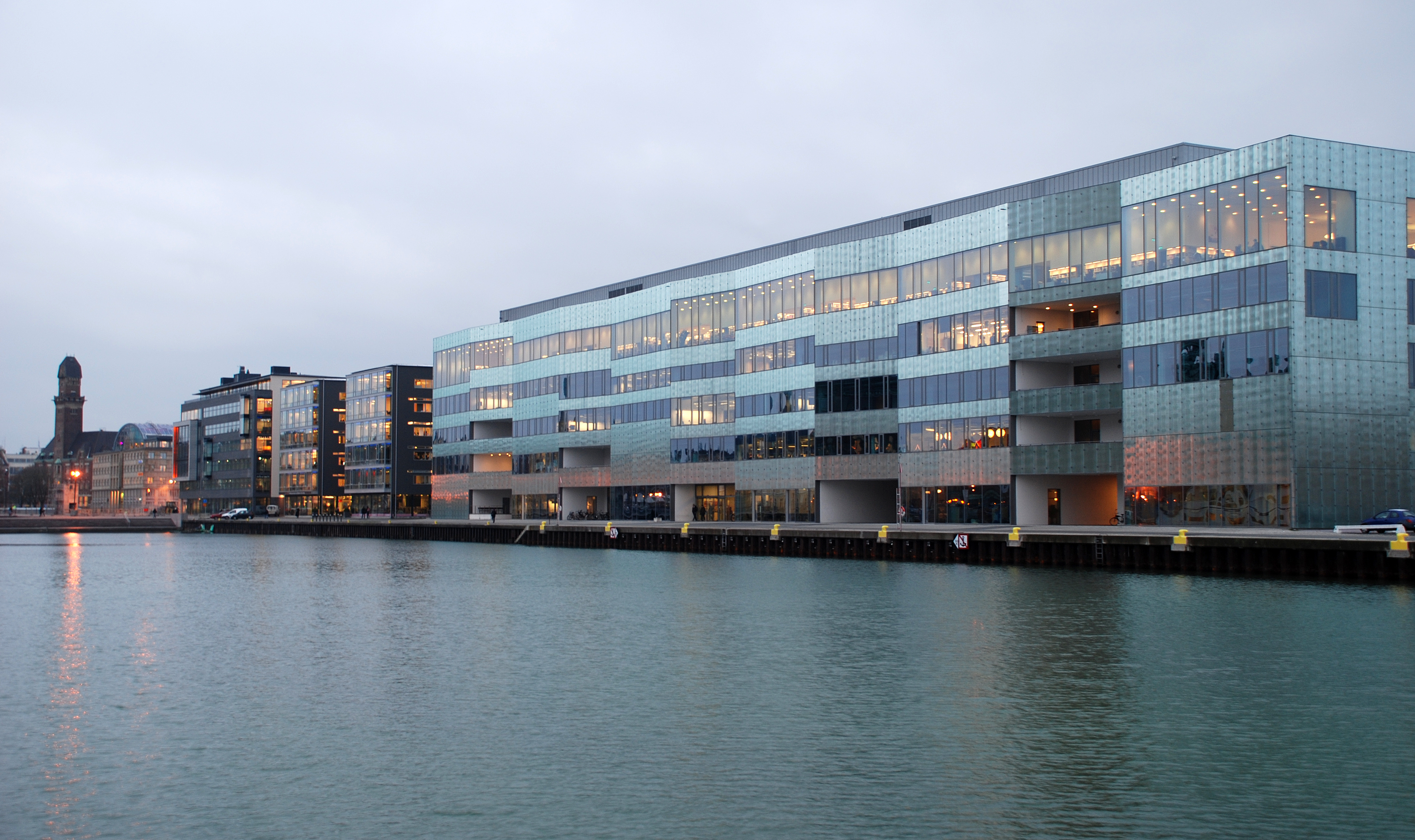
Orkanen
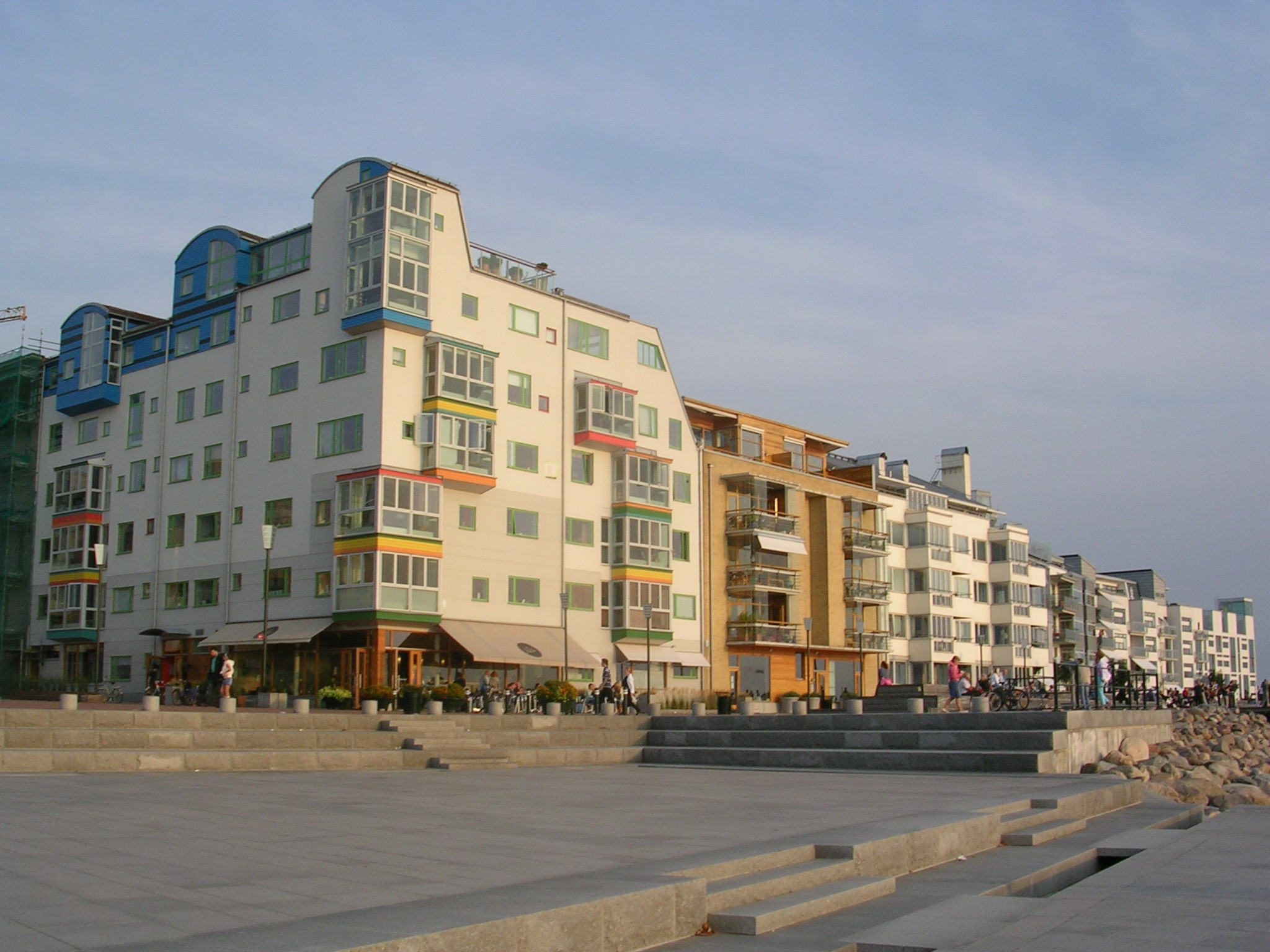
Västra Hamnen
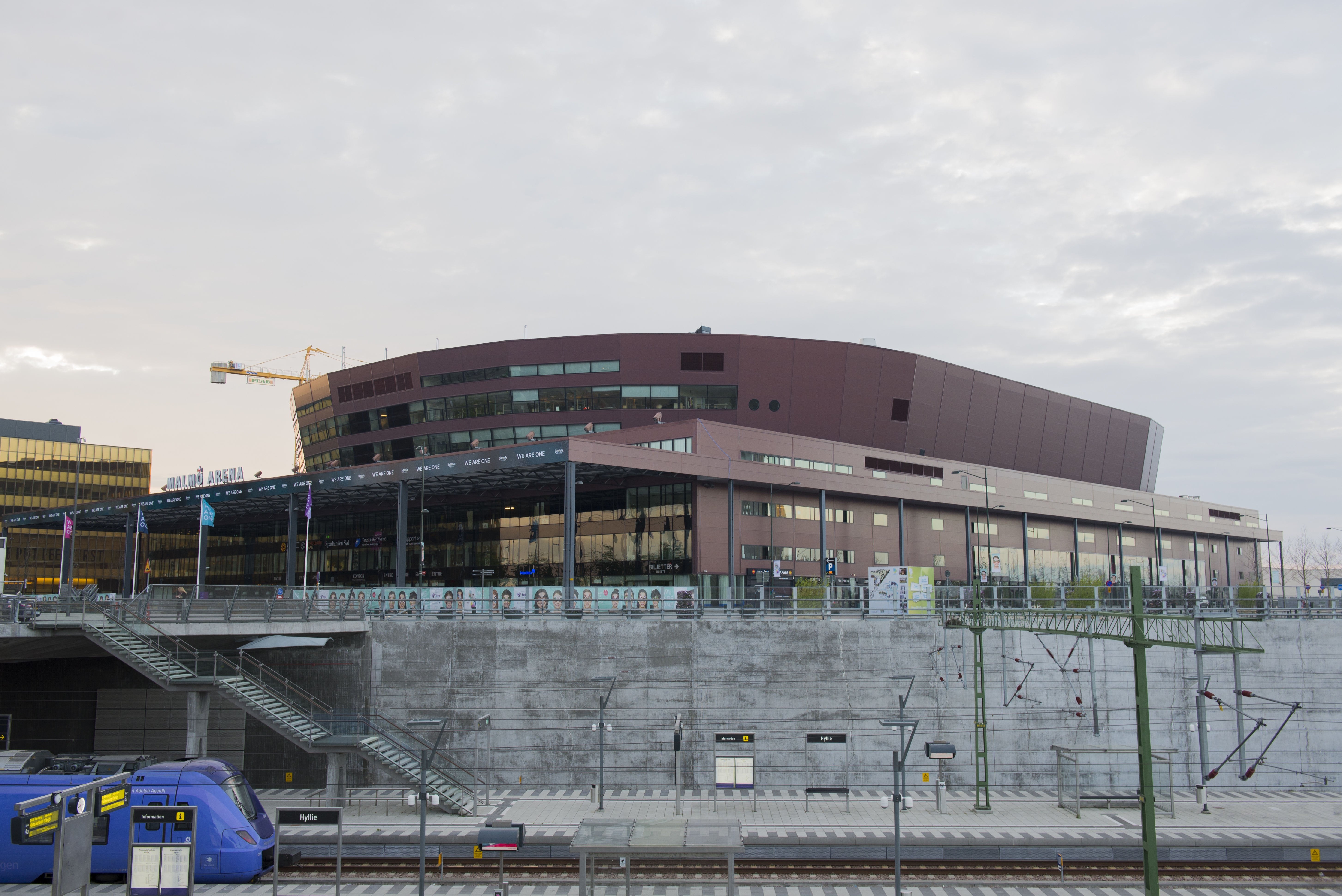
Malmö Arena
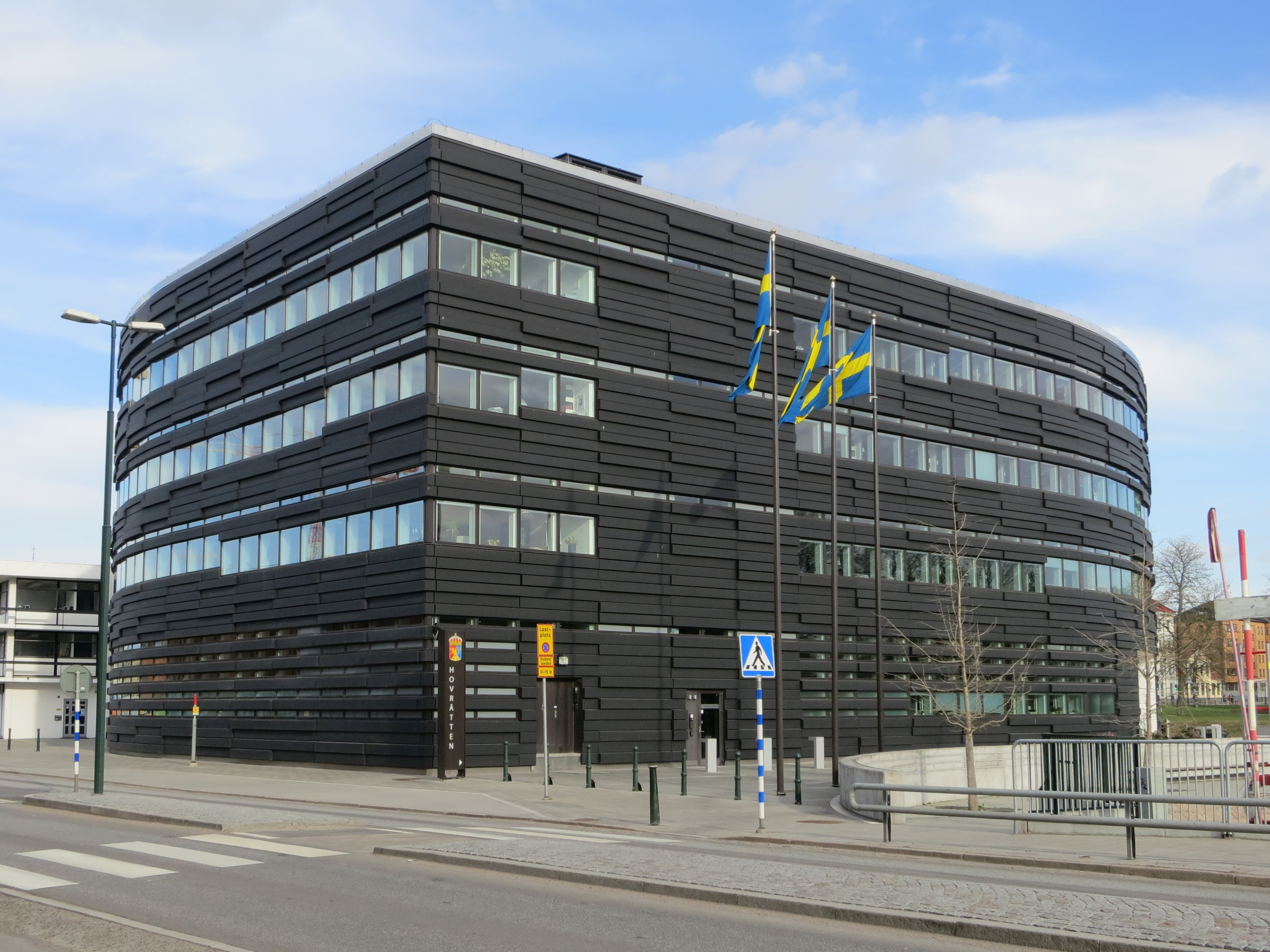
Hovrätten över Skåne och Blekinge
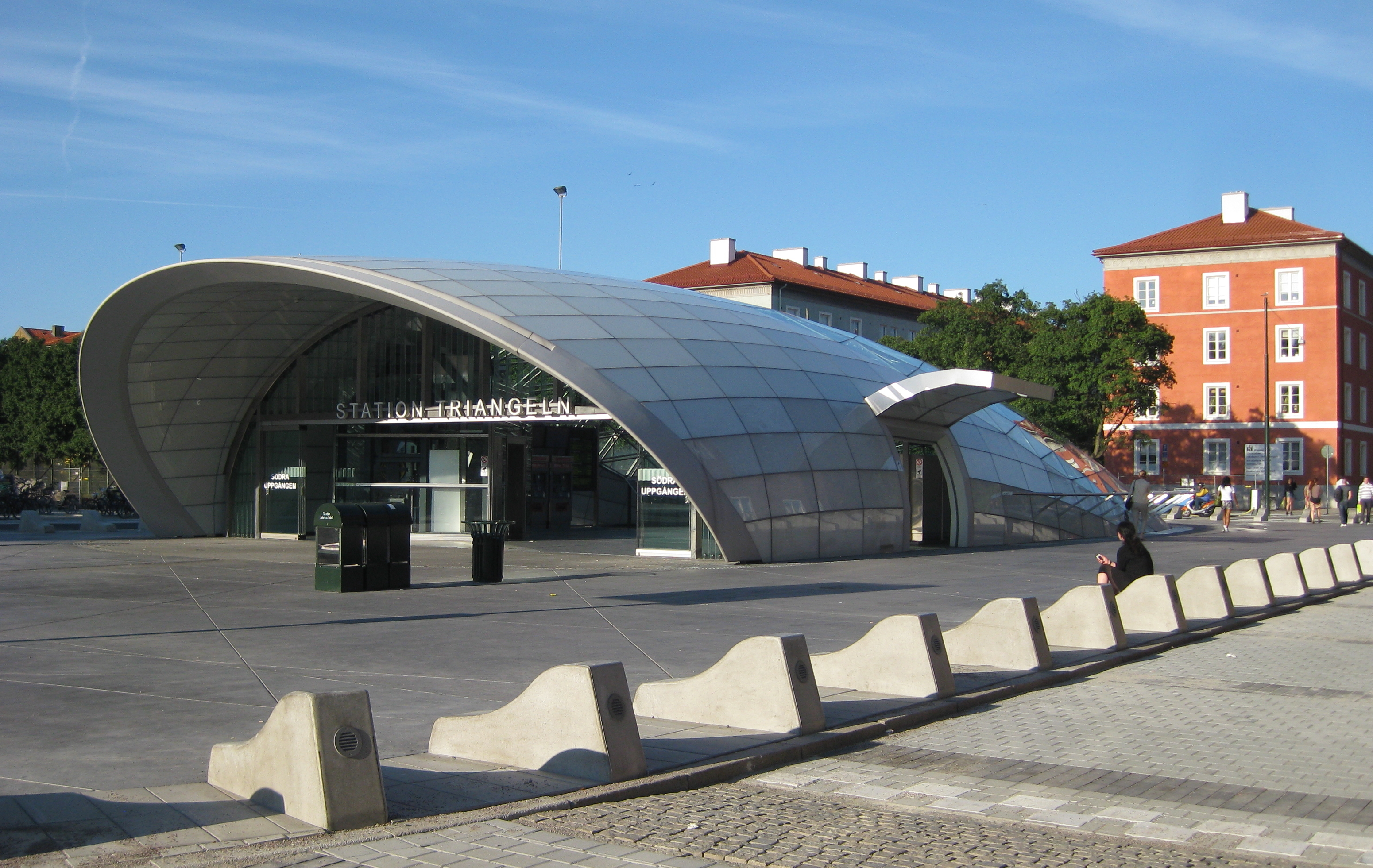
Triangelns station
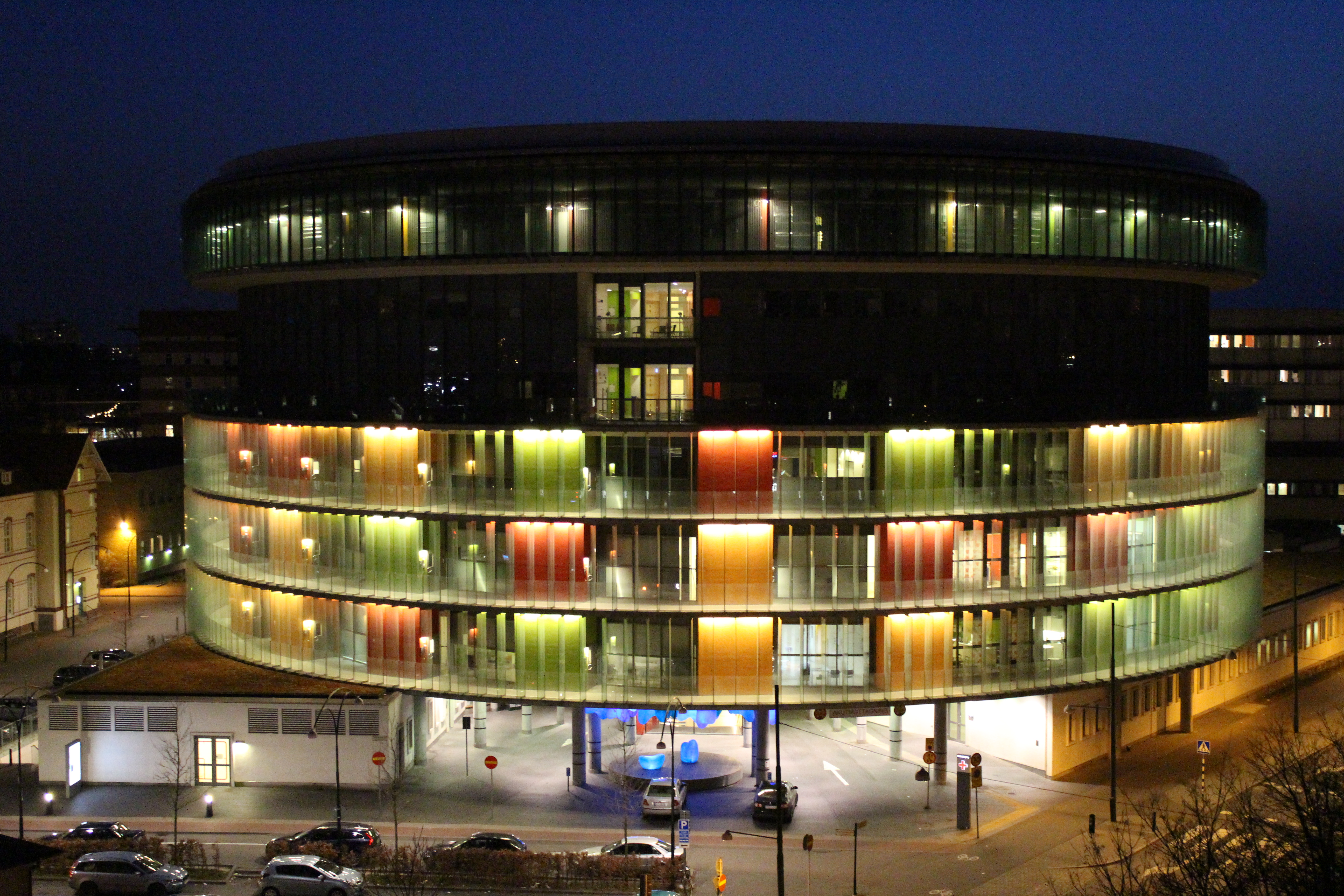
Infektionskliniken Universitetssjukhuset Mas
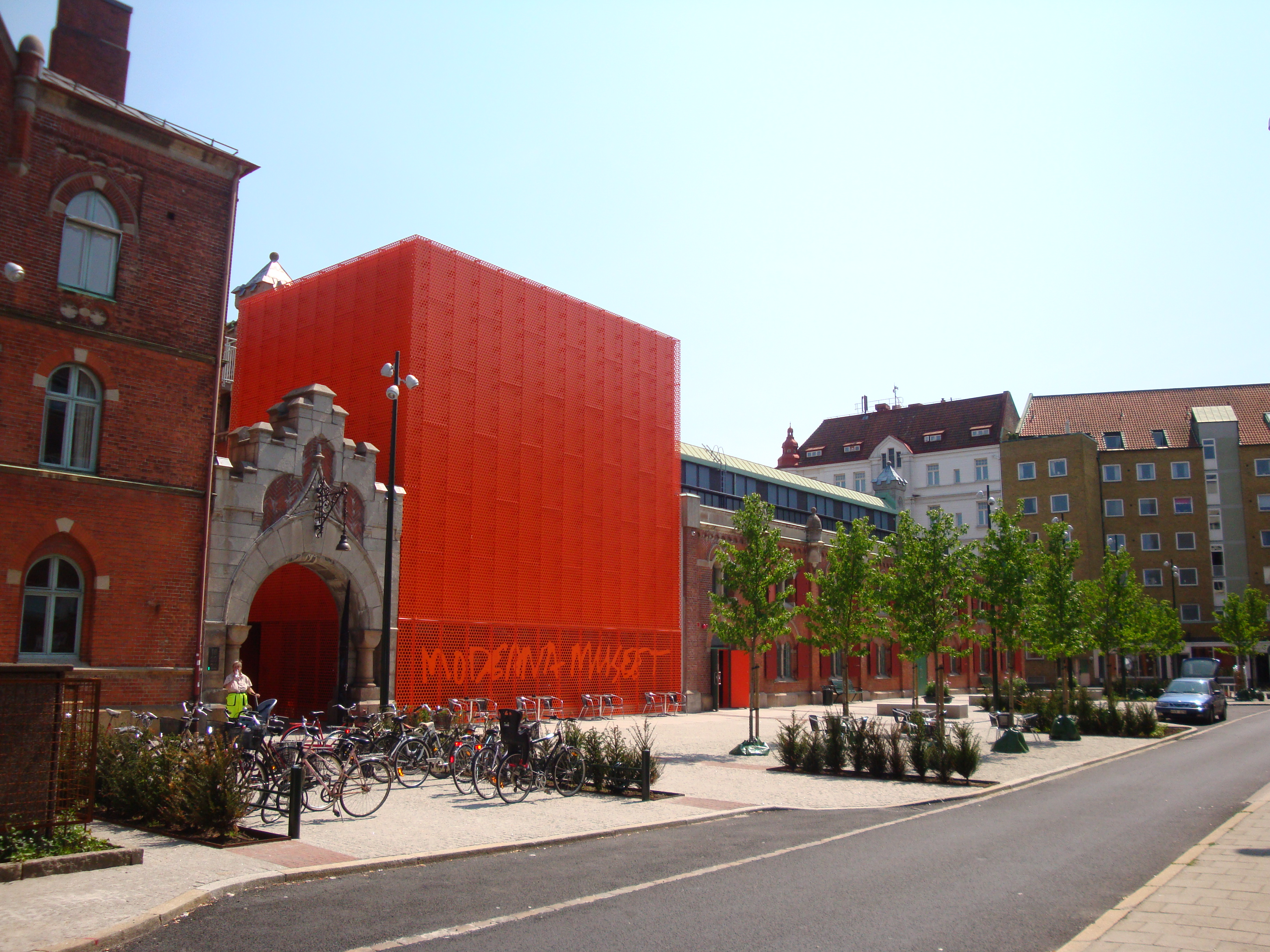
Moderna museet Malmö
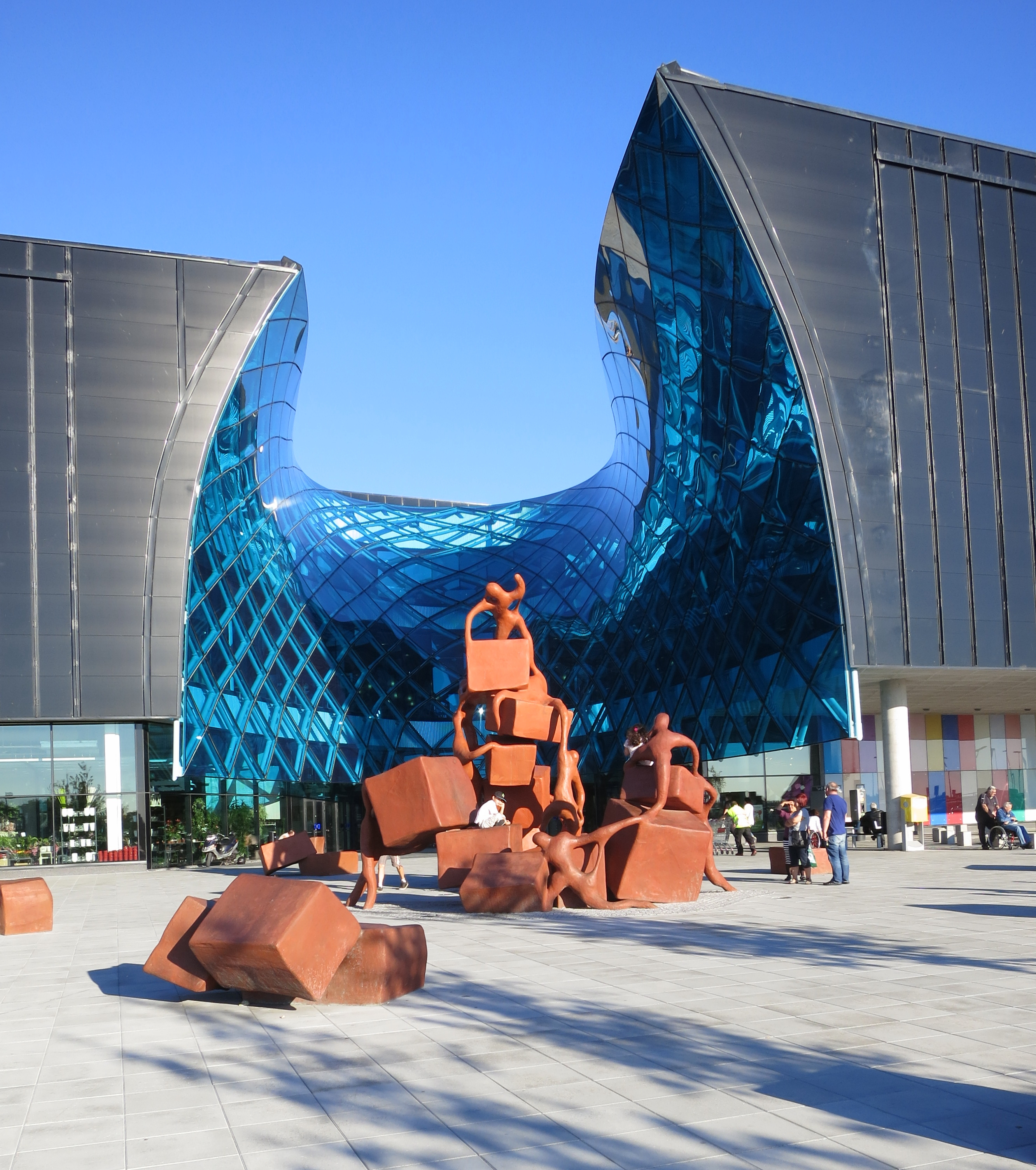
Emporia
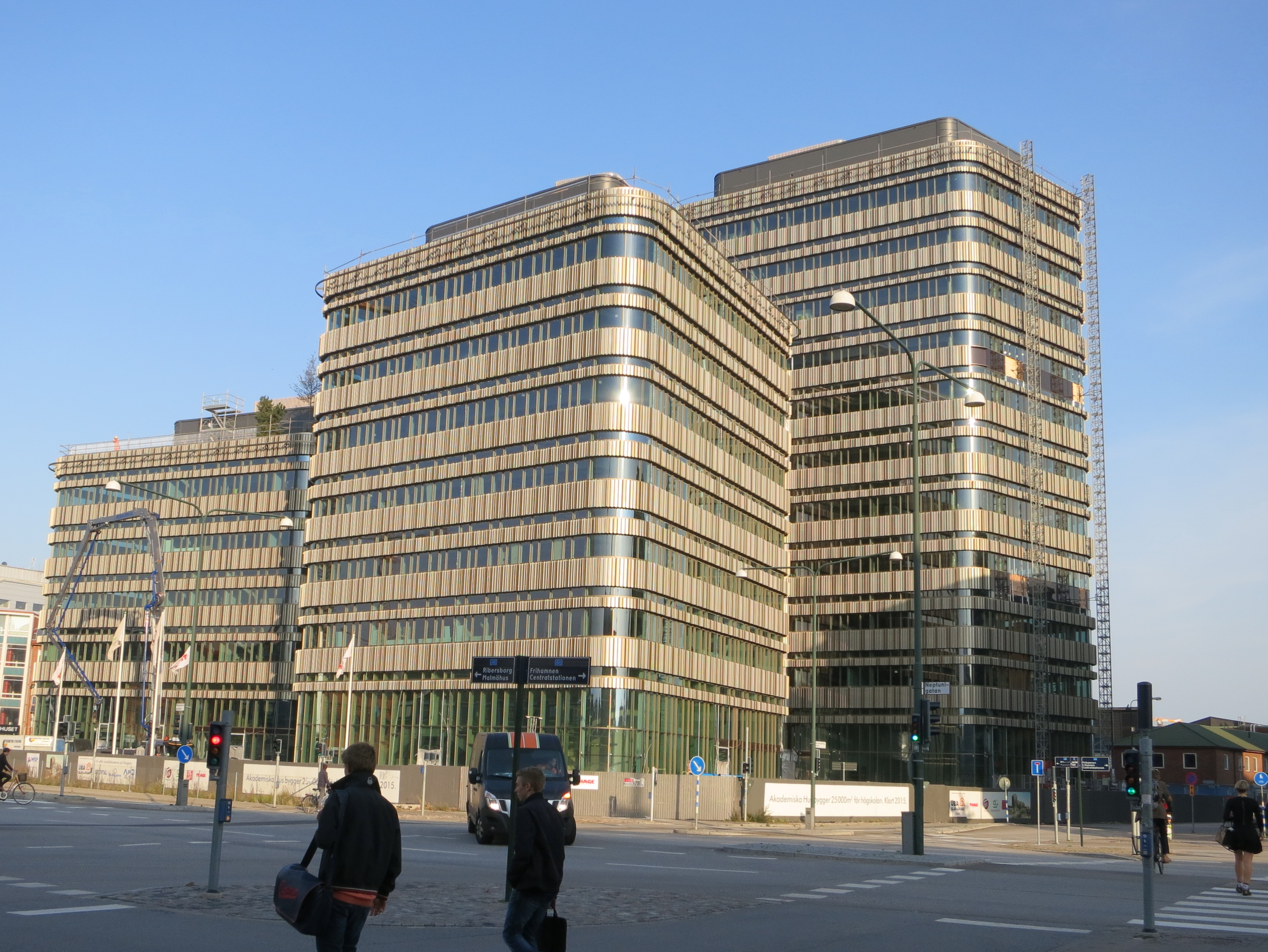
Niagara
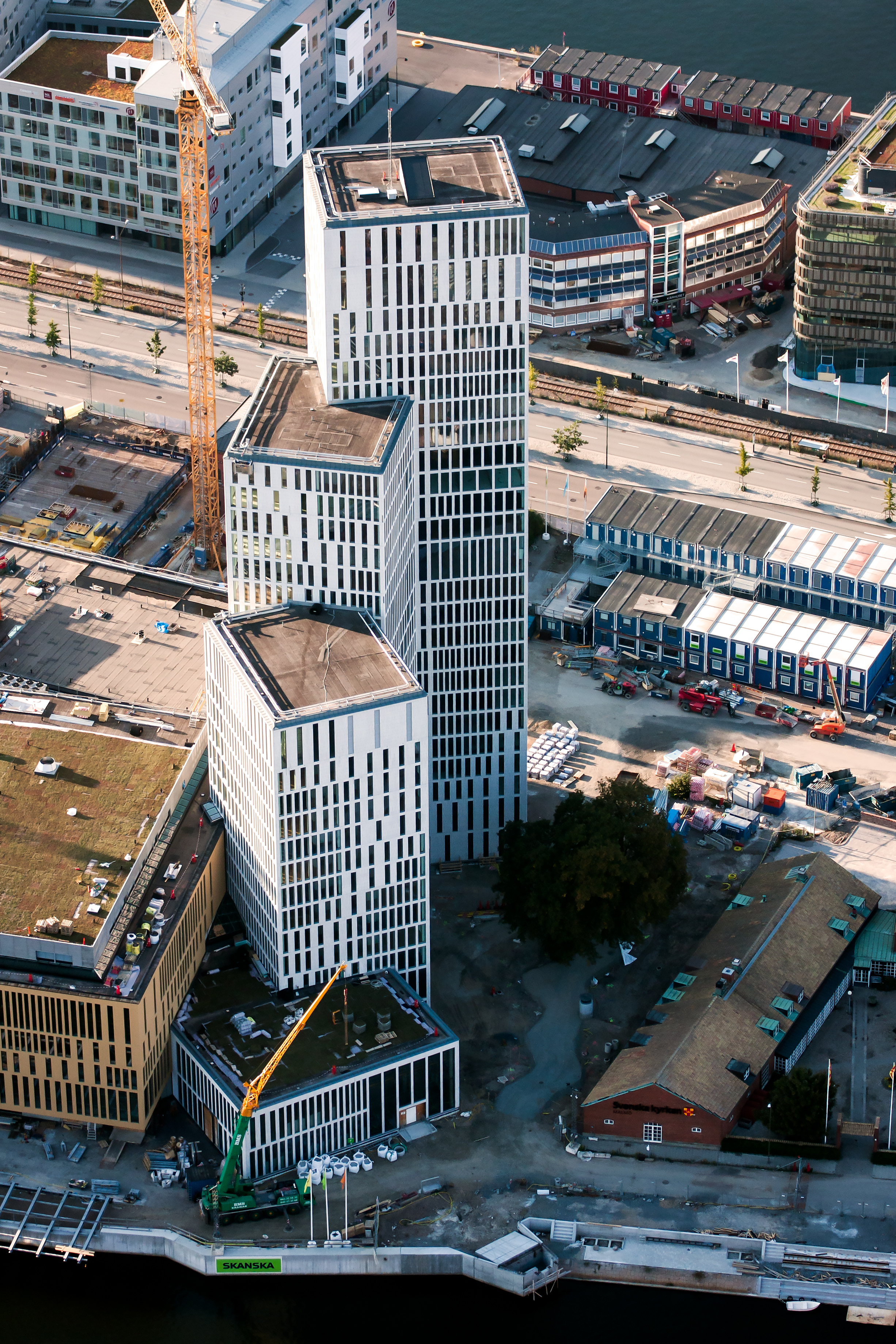
Malmö Live

## Kasper Salin-priset
Byggnader i Malmö som mottagit Kasper Salin-priset.
- 2011 – Station Triangeln
- 2009 – Urbana Villor
- 1997 – Malmö stadsbibliotek
- 1974 – Malmö konsthall
- 1965 – Lärarhögskolan i Malmö